# Kieler Verkehrsgesellschaft
Die KVG Kieler Verkehrsgesellschaft mbH ist als Tochterunternehmen des Eigenbetriebs Beteiligungen der Landeshauptstadt Kiel (EBK) ein Verkehrsunternehmen und betreibt den Stadtverkehr mit Stadtbussen in Kiel und Umgebung.

## Geschichte
Der Vorgängerbetrieb Kieler Verkehrs-AG (KVAG) wurde 1937 gegründet. Diese entstand aus der 1905 gegründeten Hafenrundfahrt-AG (Harufag), die den Verkehr auf der Kieler Förde durchführte, und der Firma H. C. Reimers (Holsteinische Autobusgesellschaft), die einige Omnibusinien in Kiel betrieb. 1939 wurden die 1882 gegründete Neuen Dampfer Compagnie (NDC) mit ihren Schiffslinien auf der Förde und die Kieler Kraftverkehr-GmbH angegliedert. Die KVAG übernahm im Kriegsjahr 1942 die Straßenbahn Kiel von der Allgemeinen Lokalbahn- und Kraftwerke AG (ALOKA). Im Mai 1944 wurde der O-Bus-Verkehr zwischen dem Hauptbahnhof und dem Stadtteil Elmschenhagen im Kieler Südosten aufgenommen.
Bei Kriegsende 1945 war die Hafen- und Industriestadt Kiel durch Bombardements sehr stark zerstört. Dennoch begann man alsbald mit Wiederaufbau-Maßnahmen. Dies betraf das Gleisnetz und insbesondere die Oberleitungen sowie den beschädigten Wagenpark.

### Die KVAG in den 1950er Jahren
Der Bau von Wendeschleifen an den Endhaltestellen ermöglichte den Einsatz von Einrichtungswagen. 1950 wurde die Straßenbahnlinie 1 im Norden bis Wik, Herthastraße verlängert. 1955 folgte die Linie 2 zur Universität. Außerdem erfolgte stellenweise ein großzügerer Ausbau der Gleisführung und Verbesserung der Haltestellen. Nach Beschaffung von Omnibussen konnten auch Buslinien, insbesondere als Anschlussverkehrsmittel zur Straßenbahn, eingerichtet werden. Der Einmannverkehr (Betrieb ohne Schaffner) wurde durch Umbau/Neuaufbau bei einigen Straßenbahnwagen bzw. Neubeschaffung bei kleineren Bussen eingeführt.
Im Sommer 1953 gab es folgende Verkehrslinien der Kieler Verkehrsaktiengesellschaft:
Straßenbahnlinien
10 Wik, Herthastraße – Markt – Hauptbahnhof – Schulensee
20 (Belvedere – Markt –) Hauptbahnhof – Exerzierplatz – Reventlou-Brücke
30 Eichhof – Exerzierplatz – Hauptbahnhof – Hassee
40 Wik, Kanal („Fähre Holtenau“) – Wik, Knorrstraße (Aukrug) –  Belvedere – Hauptbahnhof – Gaarden-Ost – Ellerbek – Wellingdorf
70 Hasseldieksdamm – Exerzierplatz – Holstenbrücke – Hauptbahnhof
Omnibuslinien (Kraftwagen- und O-Bus-Linien)
50 (O-Bus) Hauptbahnhof – Bahnhofstraße – Kleinbahnhof (Kiel Süd) (Straßenbahn-Tarif, am 12. Dezember 1960 eingestellt)
A0 Wik, Knorrstraße (Auberg) – Holtenau – Stift – Schusterkrug – Friedrichsort, Fritz-Reuter-Str. / Falckensteiner Str. – Hohes Haus (– Dorf Pries)
B0 Wik, Knorrstraße (Auberg) – Holtenau – Stift – Schusterkrug – Friedrichsort, Falckensteiner Str. – Dorf Schilksee – Bad Schilksee – Strande
C0 Kiel Hauptbahnhof – Exerzierplatz – Kronshagen
D0 Kiel Hauptbahnhof – Exerzierplatz – Kronshagen – Ottendorf – Landwehr
E0 Kiel Hauptbahnhof – Russee
F0 Kiel Hauptbahnhof – Gutenbergstraße – Suchsdorf
G0 Kiel Hauptbahnhof – Barkauer Weg – Kronsburg
H0 Hasseldieksdamm – Mettenhof – Melsdorf
K0 Wellingdorf – Klausdorf
L0 Wellingdorf – Heikendorf (– Brodersdorf – Laboe)
M0 Belvedere – Tannenberg, Waldkrug
R0 (O-Bus) Hauptbahnhof – Sophienhöhe – Elmschenhagen, Reichenberger Allee
S0 (O-Bus) Hauptbahnhof – Sophienhöhe – Elmschenhagen, Reichenberger Allee – Kroog
T0 (O-Bus) Hauptbahnhof – Sophienhöhe – Elmschenhagen, Toweddern
Schiffslinie
KVAG0 Kiel Bahnhof – Gaarden – Seegarten – Reventlou – (Bellevue – Wik – Holtenau) / (Mönkeberg – Kitzeberg – Heikendorf) – Möltenort – Friedrichsort / Falkenstein – Laboe (– Strande)
Es gab zahlreiche unterschiedliche Busmodelle in den 1950er Jahren: von Daimler-Benz O 3500, O 6600 H, O 321 H, O 321 HL; von Henschel HS 100 N und HS 140 N mit Aufbauten von Trutz; von Kässbohrer Setra S 10 mit Henschel-Motor; von Büssing TU 7, teilweise mit Aufbau von Emmelmann, die ab 1953 zum großen Teil bereits als Einmannwagen ohne Schaffner eingesetzt wurden. Die Farbgebung war dunkelgrün mit hellbeigem Oberteil.
Die 14 O-Busse waren Fahrzeuge der Normgröße II von Henschel mit Aufbauten von Kässbohrer und elektrischer Ausrüstung von SSW, Baujahr 1947–1950. 1955 wurde auf einem Henschel-Fahrgestell ein weiterer O-Bus in eigener Werkstatt aufgebaut. Außerdem gab es acht Busanhänger von Ammendorf/Uerdingen mit Baujahr 1941, die von den O-Bussen zur Kapazitätserhöhung mitgeführt wurden.
Auf dem Gelände des  Straßenbahn-Depots in Gaarden wurde in den Jahren 1957 bis 1959 der Betriebshof der KVAG neu gebaut. In der 90 × 50 m großen Wagenhalle konnten auf 14 Gleisen etwa 90 Fahrzeuge abgestellt werden. Von 1959 bis 1963 wurde dort die Hauptwerkstatt für Straßenbahn und Omnibusse gebaut. Zur Erweiterung des Omnibus-Betriebshofes in der Diedrichstraße musste das Nachbargelände in der zweiten Hälfte der 1960er Jahre gekauft werden.

### Die KVAG in den 1960er Jahren
1960 übernahm die KVAG von den Lübecker Stadtwerken 10 Verbands-Triebwagen und 5 Aufbau-Beiwagen der Duewag von der 1959 auf Busbetrieb umgestellten Straßenbahn Lübeck.
Im Winter 1962/63 verkehrten folgende KVAG-Linien:
Straßenbahnlinien

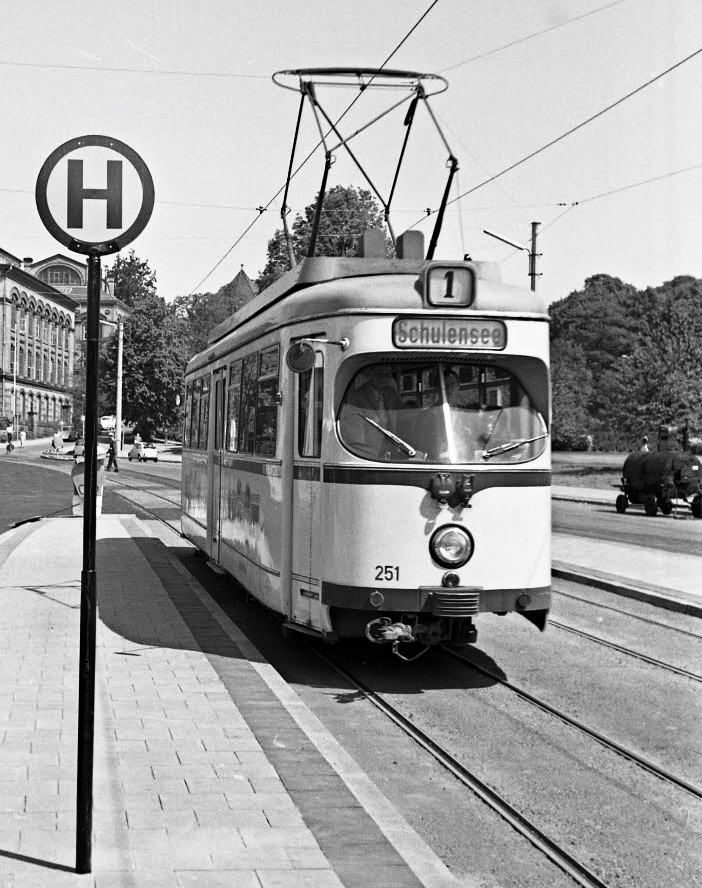
Düwag-Großraum-Triebwagen im Juni 1963 vor dem Umbau auf Einmannbetrieb auf der Linie 1 an der umgebauten Haltestelle Schloßgarten

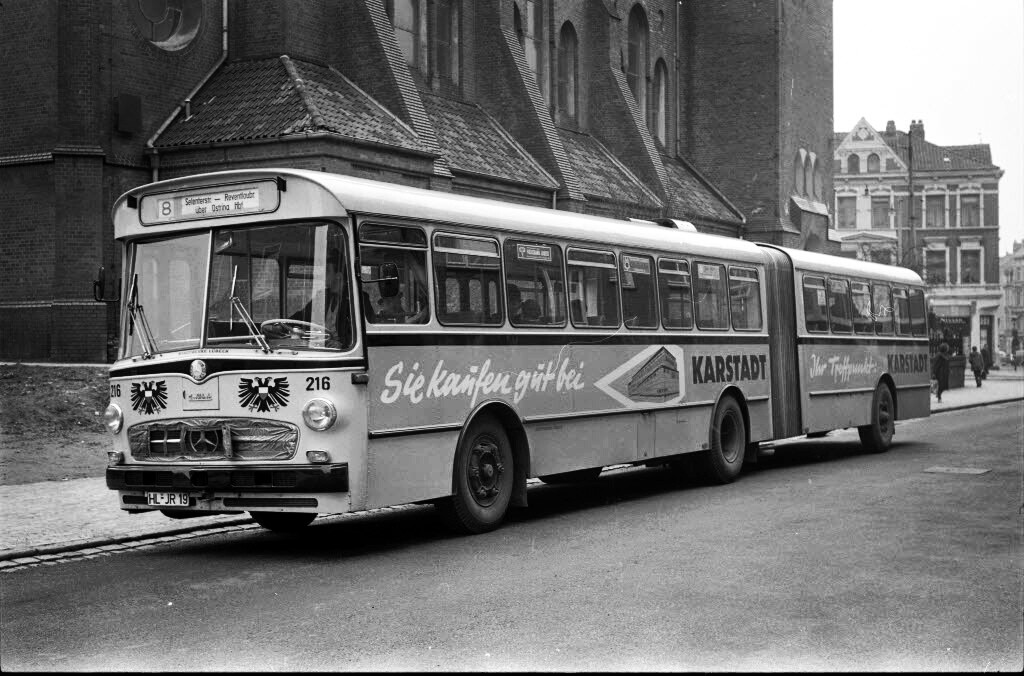
Lübecker Daimler-Benz O 317 des Lübecker Stadtverkehrs (Gaubschat-Gelenkbus) in Kieler Diensten (1964)

10 Wik, Herthastraße – Alter Markt – Hauptbahnhof – Rondeel – Schulensee
20 Neue Universität – Dreiecksplatz – Alter Markt – Holstenbrücke – Hauptbahnhof (nur werktags, kein Spätverkehr; 1963 Zusammenlegung mit Linie 7)
20 Neue Universität – Dreiecksplatz – Alter Markt – Holstenbrücke – Exerzierplatz – Hasseldieksdamm (ab 1963)
30 Eichhof – Exerzierplatz – Hauptbahnhof – Hassee
40 Wik, Kanal („Fähre Holtenau“) – / (Wik, Knorrstraße –) Belvedere – Hauptbahnhof – Gaarden-Ost – Ellerbeker Markt – Wellingdorf
70 Hasseldieksdamm – Exerzierplatz – Holstenbrücke – Hauptbahnhof, Aug.-Viktoria-Str. (1963 Zusammenlegung mit Linie 2)
Omnibus- und O-Bus-Linien
A0 Wik, Auberg – Schusterkrug – Friedrichsort, Deutsches Haus
B0 Wik, Auberg – Holtenau, Schule
C0 Kiel Hauptbahnhof – Kronshagen, Steindamm
D0 Kiel Hauptbahnhof – Kronshagen – Ottendorf – Landwehr (keine Beförderung zwischen Hbf und Kronshagen, Steindamm)
E0 Kiel Hauptbahnhof – Marienlust – Russee
F0 Suchsdorf – Kiel Hauptbahnhof – Kronsburg (Hbf–Kronsburg ab Mai 1963 ex Li. G)
G0 Kiel Hauptbahnhof – Kronsburg (bis Mai 1963, danach Linie F)
H0 Hasseldieksdamm – Mettenhof
K0 Wellingdorf – Klausdorf, Schule bzw. Wellingdorf – Dietrichsdorf, Lüderitzstraße
M0 Belvedere – Tannenberg, Waldkrug
R0 (O-Bus) Hauptbahnhof – Sophienhof – Elmschenhagen, Reichenberger Allee (am 1. Januar 1963 auf Busbetrieb umgestellt)
S0 (O-Bus) Hauptbahnhof – Sophienhof – Elmschenhagen, Reichenberger Allee – Kroog (am 1. Januar 1963 auf Busbetrieb umgestellt)
T0 (O-Bus) Hauptbahnhof – Sophienhof – Elmschenhagen, Toweddern
60 Hauptbahnhof – Seegarten – Reventlou-Allee – Bellevue – Lindenallee (ehemals Straßenbahn, kein Spätverkehr)
80 Reventloubrücke – Waitzstr. – Exerzierplatz – Hauptbahnhof – Diedrichstr. – Ostring – Ellerbek, Selenter Straße (Reventloubrücke–Hbf ex Straßenbahn)
Schifffahrt
KVAG0 Kiel Bahnhof – Gaarden – Seegarten – Reventlou – Bellevue – (Mönkeberg – Kitzeberg – Wik – Holtenau) – Möltenort – Friedrichsort / Falkenstein – Laboe (– Strande)
Kanalfähre0 Kiel-Wik – Holtenau
Im Juli 1962 standen für die KVAG-Schifffahrt 14 Fahrgastschiffe unterschiedlicher Größen, sieben Schlepper und ein Viehtransporter zur Verfügung. Anfang 1966 waren es 16 Fahrgastschiffe und vier Schlepper, die im Jahr 1965 3,7 Mio. Fahrgäste beförderten und dabei über 300.000 Seemeilen zurücklegten.
Nach der Übernahme der Fähre Kiel – Gaarden im April 1962 übernahm die KVAG zum 1. Oktober 1965 die sogenannte „Blaue Linie“ auf der Förde von der Firma A. C. Hansen, die bereits seit 1886 bestand.
Im weiteren Verlauf der 1960er Jahre wurden bis auf die Linie 4 die Straßenbahnlinien etappenweise auf Busbetrieb umgestellt. Die sich entwickelnden neuen Wohn- und Gewerbegebiete wurden durch erweiterte und neue Buslinien in das sich vergrößernde Liniennetz einbezogen. Auch die O-Bus-Linien wurden bis Januar 1964 umgestellt und danach mit Dieselbussen betrieben.
Für die Kieler Verkehrs-AG (KVAG) und die Stadtwerke Kiel AG wurde 1965 die Holding Versorgung und Verkehr Kiel GmbH (VVK) gegründet, in der die beiden Unternehmen als Tochterunternehmen weitergeführt wurden.
Zur Einführung von Entwertern im ausschließlichen Einmannverkehr (Betrieb ohne Schaffner) auf allen Landverkehrsmitteln wurde 1965 der Einheitstarif eingeführt. Im Jahr 1965 gab es 71 Triebwagen und 52 Beiwagen der Straßenbahn, davon 12 vierachsige Großraumwagen und 15 sechsachsige Gelenkwagen von Duewag. Bei der Straßenbahn wurden 1965 4,9 Mio. Wagenkilometer geleistet und 28,79 Mio. Personen befördert. Die 114 KVAG-Omnibusse erbrachten auf 15 Buslinien mit einer Linienlänge von 122,1 km eine Laufleistung von 4,7 Millionen Wagenkilometer und beförderten dabei 19,1 Mio. Fahrgäste. Die Abteilung Schifffahrt der KVAG hatte 1965 neben 16 Fahrgastschiffen auch vier Schlepper; bei mehr als 300.000 Seemeilen wurden 3,7 Mio. Passagiere befördert. im Herbst 1965 wurde die „Blaue Linie“ der Fa. A.C. Hansen von der KVAG übernommen.
Neben zahlreichen Gelenkbussen (Daimler-Benz O 317 mit Aufbauten von Gaubschat und Vetter) und zwölf Anderthalbdeckerbussen (Büssing/Ludewig) wurden mehrere Serien von Büssing RU und Senator- und Präfekt-Solobussen beschafft. Danach konnten die neu entwickelten Standard-Linienbusse beschafft werden, so folgten mehrere Serien Mercedes-Benz O 305, später auch als Gelenkbus-Version. Die Lackierungen der Busse änderte sich während dieser Zeit von dunkelgrün/creme auf cremefarben.

### Die KVAG in den 1970er und 80er Jahren
Im Jahr 1976 betrieb die Kieler Verkehrs-AG als Tochterunternehmen der Versorgung und Verkehr Kiel GmbH (VVK) ein Verkehrsnetz von 247 km Linienlänge (Omnibus 213 km, Straßenbahn 11 km, Schifffahrt 23 km). Dafür wurden 166 Busse, 29 Straßenbahn-Trieb- und 17 Beiwagen, 12 Fahrgastschiffe und zwei Schlepper eingesetzt, die eine Leistung von 1.077 Millionen Platz-km auf rund elf Millionen Fahrzeug-km anbot. Dabei gab es zusammen 40,8 Mio. Beförderungsfälle (Fahrgäste).
Die KVAG betrieb im Sommer 1980 folgende Linien:
Landverkehr (Omnibuslinien und letzte Straßenbahnlinie 4)
010 Wik, Herthastraße – Klinieken – Schloßgarten – Berliner Platz – Hauptbahnhof – Waldwiese – Schulensee
020 (Mettenhof, Aalborgring – Hasseldieksdamm – Exerzierplatz nur werktags –) Berliner Platz – Schloßgarten – Lehmberg – Belvedere – Projensdorf, Woltersweg (kein Spätverkehr)
120 Mettenhof, Aalborgring – Hasseldieksdamm – Exerzierplatz – Berliner Platz – Schloßgarten – Lehmberg – Universität (nur werktags tagsüber)
030 Eichhof – Exerzierplatz – Holstenbrücke – Hauptbahnhof – Südfriedhof – Hassee (kein Spätverkehr, ab 20 Uhr siehe Linie 15)
040 (Straßenbahn) Wik, Fähre Holtenau – Auberg – Belvedere – Holstenbrücke – Hauptbahnhof – Btf. Gaarden – Gaarden-Ost – Ellerbeker Markt – Wellingdorf (kein Spätverkehr)
140 Friedrichsort, MAK – Deutsches Haus – Stift – / (Holtenau –) Wik, Auberg
340 Dietrichsdorf – Wellingdorf – Klausdorf (– Elmschenhagen, Toweddern – Tröndelweg)
400 Expressbus: Schilksee, Olympiazentrum – Pries – Stift – Kliniken – Berliner Platz – Hauptbahnhof/ZOB (nur mo–fr in den Hauptverkehrszeiten)
440 Strande – Schilksee – Pries / Friedrichsort – Stift – Wik, Auberg – Belvedere – Holstenbrücke – Hauptbahnhof/ZOB (Spätverkehr siehe Linie 64)
540 Hauptbahnhof/ZOB – Btf. Gaarden – Ellerbeker Markt – (Dietrichsdorf) – Mönkeberg – Heikendorf – Brodersdorf – Laboe
640 Strande – Schilksee – Pries / Friedrichsort – Stift – / Wik, Fähre Holtenau – Wik, Auberg – Belvedere – Holstenbrücke – Hauptbahnhof – Btf. Gaarden – Gaarden-Ost – Ellerbeker Markt – Wellingdorf – Dietrichsdorf – Mönkeberg – Heikendorf – Brodersdorf – Laboe (nur Spätverkehr bis 1 Uhr)
050 Suchsdorf – Lehmberg – Holstenbrücke – Hauptbahnhof – Kronsburg – Meimersdorf
150 Suchsdorf – Exerzierplatz – Holstenbrücke – Hauptbahnhof – (Südfriedhof) – Russee
250 Hauptbahnhof/ZOB – Karlsburg – Meimersdorf (nur Einzelfahrten mo–fr morgens und nachmittags)
060 Tannenberg – Düsternbrook – Seegarten/Oslokai – Berliner Platz – Hauptbahnhof/ZOB – Diedrichstr. – Wellsee – Rönne, Dorf (– Goldberg)
160 Tannenberg – Düsternbrook – Seegarten/Oslokai – Berliner Platz – Hauptbahnhof/ZOB – Diedrichstr. – Wellsee – Wellsee, Industriegebiet (nur Einzelfahrten mo–fr morgens und nachmittags)
070 Kronshagen, Albert-Schweitzer-Str. – Exerzierplatz – Hauptbahnhof/ZOB – Sophienhöhe – Elmschenhagen, Reichenberger Allee (– Kroog)
170 Kronshagen, Schulzentrum – Exerzierplatz – Hauptbahnhof/ZOB – Sophienhöhe – Elmschenhagen – Kroog (kein Spätverkehr)
080 Reventloubrücke – Waitzstraße – Exerzierplatz – Hauptbahnhof – Diedrichstr. – Ellerbek, Selenter Str.
180 Reventloubrücke – Waitzstraße – Exerzierplatz – Hauptbahnhof – Diedrichstr. – Ellerbek, Poppenrade (kein Spätverkehr)
090 (Melsdorf –) / Mettenhof, Aalborgring – Hasseldieksdamm – Exerzierplatz – Hauptbahnhof – Preetzer Str. – Elmschenhagen, Toweddern – Klosterweg / (– Kroog nur Spätverkehr)
190 Mettenhof, Aalborgring – Hasseldieksdamm – Exerzierplatz – Hauptbahnhof – Preetzer Str. – Elmschenhagen, Tröndelweg (kein Abendverkehr)
100 Expressbus: Wik, Herthastraße – Belvedere – Nordfriedhof – Kronshagen – Mettenhof (nur mo–fr morgens und nachmittags)
110 (Berliner Platz – Hauptbahnhof – Krummbogen –) Schulensee – Hammer (außerhalb der HVZ nur Einzelfahrten)
220 (Melsdorf –) Mettenhof, Roskilder Weg – Kurt-Schumacher-Pl. – Wilhelmplatz – Holstenbrücke (kein Spätverkehr)
350 Wellingdorf – Oppendorf
380 Hauptbahnhof/ZOB – Btf. Gaarden – Ellerbek – Klausdorf, Schule (nur werktags 9–16 Uhr)
710 Nachtbuslinie: Btf. Diedrichstraße – Btf. Gaarden – Hauptbahnhof – Holstenbrücke – Belvedere – Wik, Auberg – Stift – Friedrichsort – Schilksee, Olympiazentrum
720 Nachtbuslinie: Btf. Diedrichstraße – Btf. Gaarden – Elmschenhagen – Klausdorf – (Dietrichsdorf) – Btf. Diedrichstr. – Btf. Gaarden – Ellerbeker Markt – Wellingdorf – Klausdorf – Elmschenhagen – Btf. Gaarden – Btf. Diedrichstr. – Hauptbahnhof – Btf. Diedrichstr.
730 Nachtbuslinie: Btf. Diedrichstraße – Btf. Gaarden – Hauptbahnhof – Exerzierplatz – Kronshagen – Suchsdorf und zurück
740 Nachtbuslinie: Btf. Diedrichstraße – Btf. Gaarden – Hauptbahnhof – Russee – Mettenhof – (Melsdorf) – Hasseldieksdamm – Exerzierplatz – Hauptbahnhof – (Btf. Gaarden) – Btf. Diedrichstr.
KVAG-Schifffahrt
Förde-Linie: Kiel, Bahnhof – (Gaarden) – Seegarten – Reventlou – Bellevue – Mönkeberg – Kitzeberg – (Holtenau) / (Altheikendorf) – Möltenort – Friedrichsort – (Falckenstein nur im Sommerhalbjahr) – Laboe (kein Spätverkehr)
Anschlussverkehr: Laboe → Schilksee → Strande → Laboe (nur tagsüber im Sommerhalbjahr)
Schwentine-Linie: Seegarten – Reventlou – Wellingdorf – Dietrichsdorf – Neumühlen (nur werktags tagsüber)
Kanalfähre Holtenau: Kiel-Wik – Holtenau

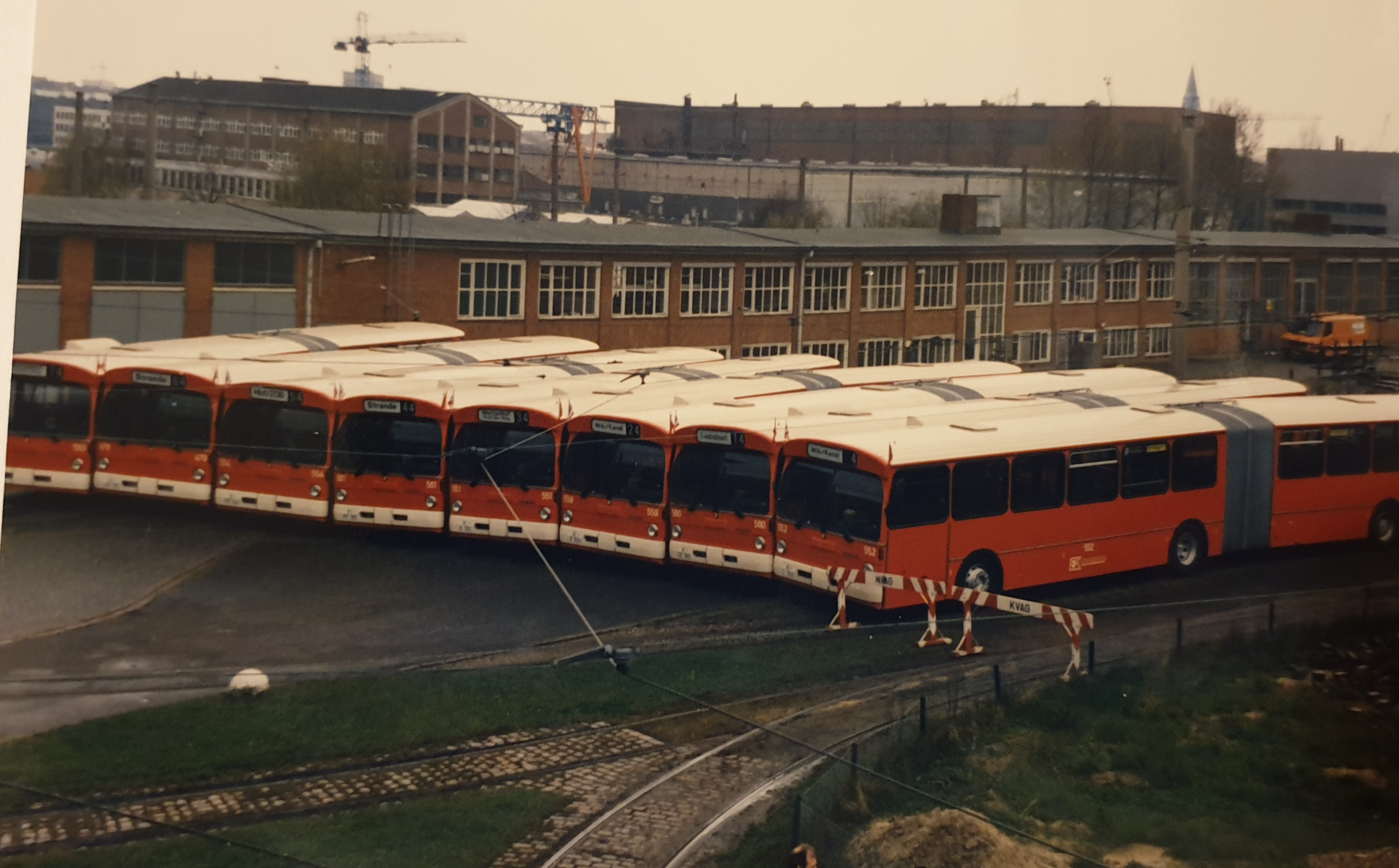
KVAG-Betriebshof Werftstraße um 1985

Die Lackierung der Busse änderte sich von cremefarben auf rot mit weißen Stoßstangen und weißem Dach (Mercedes-Benz O 305, O 305 G, O 405 und O 405 G), die der Straßenbahnwagen blieb cremefarben.
Ab 1985 wurde eine Verkehrs- und Tarifgemeinschaft der KVAG mit der Verkehrsbetriebe Kreis Plön GmbH (VKP) begründet, so dass die Bedienungsverbote der VKP-Busse auf den Linien 20 und 21 zwischen den Haltestellen Kiel Hbf/ZOB und Schönkirchen bzw. Molfsee aufgehoben wurden und hier auch die KVAG-Fahrkarten anerkannt wurden.

### KVAG-Linien 1995
Ab Mai 1995 gab es folgende Linien der KVAG:
Omnibuslinien
010 (Holtenau, Schule nur Spätverkehr –) / Wik, Herthastr. – Mercatorstr. – Uni-Kliniken – Schloßgarten – Berliner Platz – Hauptbahnhof – Rondeel – Schulensee
020 Mettenhof, Narvikstr. – Hasseldieksdamm – Exerzierplatz nur werktags / (Hauptbahnhof nur sonntags –) Berliner Platz – Schloßgarten – Dreiecksplatz – Lehmberg – Universität – Belvedere – Projensdorf, Woltersweg
030 (Kronshagen, Schulzentrum – Heischberg nur werktags tagsüber –) Eichhof – Exerzierplatz – Holstenbrücke – Hauptbahnhof – Südfriedhof – Hassee (kein Spätverkehr)
040 (Strande – Schilksee – Friedrichsort – Flugplatz – Stift nur Spätverkehr –) / Wik, Kanal – Auberg – Belvedere – Dreiecksplatz – Holstenbrücke – Hauptbahnhof – Gaarden-Ost – Ellerbeker Markt – Wellingdorf (– Neumühlen – Dietrichsdorf, Pillauer Str.) / (– Schönkirchen) / (– Mönkeberg – Altheikendorf – Brodersdorf – Laboe hier nur Spätverkehr)
050 Suchsdorf – Lehmberg – Dreiecksplatz – Holstenbrücke – Hauptbahnhof – Kronsburg – Meimersdorf / – IG Wellsee – Moorsee – Schlüsbek
150 Suchsdorf – Exerzierplatz – Holstenbrücke – Hauptbahnhof – Rondeel – Marienlust – Russee / – Mettenhof
060 (Suchsdorf – / Tannenberg – Projensdorf – Mercatorstr. – Bellevue – Düsternbrook – Seegarten/Oslokai – Berliner Platz kein Spätverkehr –) Hauptbahnhof – Diedrichstr. – Wellsee – IG Wellsee / – Rönne, Dorf (– Goldberg)
070 Kronshagen, Albert-Schweitzer-Str. – (Heischberg) – Exerzierplatz – Hauptbahnhof/ZOB – (Karlstal) – Sophienhöhe – Elmschenhagen, Reichenberger Allee – Kroog
080 Reventloubrücke – Waitzstraße – Exerzierplatz – Hauptbahnhof – Diedrichstr. – Ellerbek, Selenter Str. / (– Poppenrade)
090 (Melsdorf –) / Mettenhof, Aalborgring – Hasseldieksdamm – Exerzierplatz – Hauptbahnhof – Gaarden, Karlstal – Preetzer Str. – Ellerbek, Poppenrade – Elmschenhagen, Klosterweg
100 Wik, Herthastraße – Mercatorstr. – Belvedere – Nordfriedhof – Universität – Kronshagen – Heischberg – Mettenhof – (Jütlandring) – Hassee, Kolonnenweg (nur mo–fr, kein Abendverkehr)
110 Marienlust – Hammer – Schulensee (nur mo–fr morgens und mittags)
120 Projensdorf, Woltersweg – Klausbrook, Mangoldtstr. – Universität – Lehmberg – Dreiecksplatz – Schloßgarten – Berliner Pl. – Hauptbahnhof – Btf. Werftstr. – Preetzer Str. – Sophienhöhe – Elmschenhagen, Klosterweg (– Klausdorf, Schule)
130 Oslokai – Berliner Pl. – Hauptbahnhof – Südfriedhof – Krummbogen (nur Einzelfahrten tagsüber)
220 Suchsdorf, Rungholtplatz – Klausbrook, Mangoldtstr. – Universität – Prof.-Peters-Pl. – Rondeel – Hauptbahnhof (nur mo–fr, kein Spätverkehr)
280 (Dietrichsdorf, Pillauer Str. nur werktags tagsüber –) / Oppendorf – Wellingdorf – Klausdorf, Schule
380 Hauptbahnhof/ZOB – Gaarden, Karlstal – Ellerbek – Klausdorf, Schule (kein Abendverkehr)
400 Expressbus: Schilksee, Olympiazentrum – Stift, Ostpreußenplatz – Wik, Mercatorstr. – Uni-Kliniken – Berliner Platz – Hauptbahnhof/ZOB (nur mo–fr in den Hauptverkehrszeiten)
410 (Friedrichsort – Flugplatz – Stift, Ostpreußenplatz –) Holtenau, Schule – Wik, Auberg – Belvedere – Dreiecksplatz – Holstenbrücke – Hauptbahnhof/ZOB (Spätverkehr siehe Linie 64)
440 Strande – Schilksee – Pries / Friedrichsort – Stift – Wik, Auberg – Belvedere – Dreiecksplatz – Holstenbrücke – Hauptbahnhof/ZOB / – Hauptbahnhof – Sophienhöhe – Elmschenhagen, Krooger Kamp (Spätverkehr siehe Linie 4)
500 Expressbus: Kiel ZOB – Hauptbahnhof – Gaarden-Ost, Karlstal – Ellerbek – Dietrichsdorf – Mönkeberg – Altheikendorf – Heikendorf, Am Heidberg (nur mo–fr morgens und mittags bis abends)
540 Melsdorf – Mettenhof – Kurt-Schumacher-Pl. – Exerzierplatz – Holstenbrücke – Hauptbahnhof/ZOB (– Btf. Gaarden Werftstr. – Ellerbeker Markt – Dietrichsdorf – Mönkeberg – Altheikendorf – Brodersdorf – Laboe nur mo–fr) (kein Spätverkehr)
600 Reventloubrücke – Institut f. Weltwirtschaft – Bellevue – Wik, Mercatorstr. – Klausbrook – Universität – Waitzstr. – Reventloubrücke (nur 3 Fahrten mo–fr morgens hin und nachmittags zurück)
710 Nachtbuslinie: Btf. Diedrichstraße – Btf. Werftstr. – Hauptbahnhof – Holstenbrücke – Belvedere – Wik, Auberg – Stift, Ostpreußenplatz – Flugplatz – Friedrichsort – Pries – Schilksee, Olympiazentrum
720 Nachtbuslinie: Btf. Diedrichstraße → Hauptbahnhof → Btf. Werftstr. → Karlstal → Sophienhöhe → Elmschenhagen → Klausdorf → Wellingdorf → Neumühlen → Dietrichsdorf → Wellingdorf → Ellerbek → (Hauptbahnhof → Btf. Werftstr.) → Btf. Diedrichstr. (nur in den Nächten fr/sa und sa/so)
730 Nachtbuslinie: Hauptbahnhof → Berliner Platz → Dreiecksplatz → Lehmberg → Prof.-Peters-Pl. → Klausbrook → Suchsdorf → Wilhelmplatz → Hauptbahnhof (→ Btf. Diedrichstr.) (nur in den Nächten fr/sa und sa/so)
740 Nachtbuslinie: Btf. Diedrichstraße → Btf. Werftstr. → Hauptbahnhof → Rondeel → Marienlust → Russee → Mettenhof → Hasseldieksdamm → Exerzierplatz → Hauptbahnhof → Btf. Werftstr. → Btf. Diedrichstr.
750 Nachtbuslinie: Eichhofstr. → Lehmberg → Dreiecksplatz → Schloßgarten → Berliner Platz → Hauptbahnhof – Btf. Werftstr. – Karlstal – Ellerbek – Dietrichsdorf – Mönkeberg – Heikendorf (→ Brodersdorf → Laboe) (nur in den Nächten fr/sa und sa/so)
KVAG-Schifffahrt
980 Schwentine-Linie: (Seegarten –) Reventlou – Wellingdorf – Dietrichsdorf – Neumühlen (nur mo–fr, kein Abendverkehr)
990 Förde-Linie: Kiel, Bahnhof – Seegarten – Reventlou → Bellevue – Mönkeberg – (Kitzeberg) – Möltenort – (Friedrichsort) – (Falckenstein nur im Sommerhalbjahr) – Laboe (im Sommer: → Schilksee → Strande → Laboe) (kein Spätverkehr)
100 Kanal-Fähre: Kiel-Wik – Holtenau (Fahrten nach 22 Uhr nur bis einschließlich September)
101 Fahrradfähre: Kiel, Bahnhof – Seegarten – Reventlou – Bellevue – Mönkeberg – Möltenort – (Falckenstein) – Laboe (nur Einzelfahrten an Wochenenden/feiertags Ende Mai bis Ende Oktober)
1996 wurde die Abteilung Schifffahrt aus der KVAG ausgegründet, dadurch entstand die Schlepp- und Fährgesellschaft Kiel mbH (SFK).

### Neues Liniennetz nach Gründung des VRK 1998
Nach der Gründung des Verkehrsverbundes Region Kiel (VRK) wurde im Mai 1998 das Liniennetz im gesamten Bereich des VRK, vor allem in Kiel, umgestaltet und die Liniennummerierung vereinheitlicht. Zum Fahrplanwechsel am 24. Mai 1998 trat das neu geordnete Kieler Liniennetz in Kraft. Nun gab es sogenannte Ortslinien mit einstelligen Liniennummern, die (zunächst) nicht zum/über Hauptbahnhof verkehrten, Stadtbuslinien mit zweistelligen Liniennummern, die über den Hauptbahnhof verkehrten, sowie Stadt-Regionalbuslinien mit dreistelligen Nummern und Taktfahrplan, jetzt meist als Durchmesserlinien. Außerdem gab es Nachtbuslinien mit dreistelligen Nummern und Regionalbuslinien mit vierstelligen Liniennummern, die nicht im Takt verkehrten, letztere wurden nicht von der KVAG betrieben. Folgende Linien wurden 1998 von der KVAG betrieben:
Ortsbuslinien
10 Wellingdorf – Klausdorf – Elmschenhagen, Krooger Kamp
20 Oppendorf – Schönkirchener Str. – Wellingdorf – Klausdorf – Raisdorf, Industriegebiet – Raisdorf Bf.
30 Hauptbahnhof – Gaarden-Ost – Ellerbeker Markt – Wellingdorf – Schönkirchen, Am Dorfteich (ab Herbst 1998, ex Linie 21)
50 Marienlust – Hammer – Schulensee (ex Linie 11)
60 Wik, Herthastraße – Belvedere – Nordfriedhof – Universität – Kronshagen – Heischberg – Mettenhof – (Jütlandring) – Hassee, Kolonnenweg (ex 10)
Stadtbuslinien
110 Wik, Kanal – Auberg – Belvedere – Dreiecksplatz – Holstenbrücke – Hauptbahnhof – Gaarden-Ost – Ellerbeker Markt – Wellingdorf – Neumühlen – Dietrichsdorf, Pillauer Str.
120 Suchsdorf – Exerzierplatz – Holstenbrücke – Hauptbahnhof – Gaarden-Ost – Ellerbeker Markt – Wellingdorf – Neumühlen – Dietrichsdorf, Pillauer Str.
210 Wik, Kanal – Auberg – Belvedere – Dreiecksplatz – Holstenbrücke – Hauptbahnhof – Gaarden-Ost – Ellerbeker Markt – Wellingdorf – Schönkirchen, Am Dorfteich (nur bis Herbst 1998)
220 Projensdorf, Woltersweg – Klausbrook, Mangoldtstr. – Universität – Waitzstr. – Dreiecksplatz – Schloßgarten – Berliner Pl. – Hauptbahnhof – Gaarden, Karlstal – Ellerbek, Schwanenseeplatz – Klausdorf, Schule
310 Mettenhof, Narvikstr. – Göteborgring – Hasseldieksdamm – Exerzierplatz – Ziegelteich – Hauptbahnhof – Gaarden, Karlstal – Preetzer Str. – Ellerbek, Poppenrade – Elmschenhagen, Krooger Kamp
320 Wik, Herthastr. – Mercatorstr. – Uni-Kliniken – Schloßgarten – Berliner Platz – Hauptbahnhof – Gaarden, Karlstal – Preetzer Str. – Sophienhöhe – Elmschenhagen, Krooger Kamp
330 Schilksee, Olympiazentrum – Hohenleuchte – Wik, Mercatorstr. – Uni-Kliniken – Schloßgarten – Berliner Platz – Hauptbahnhof/ZOB – Gaarden, Karlstal – Preetzer Str. – Sophienhöhe – Elmschenhagen, Krooger Kamp
340 Kronshagen, Albert-Schweitzer-Str. – (Heischberg) – Exerzierplatz – Ziegelteich – Hauptbahnhof/ZOB – (Karlstal) – Sophienhöhe – Elmschenhagen, Reichenberger Allee – Kroog
410 Tannenberg – Projensdorf – Wik, Mercatorstr. – Bellevue – Düsternbrook – Seegarten/Oslokai – Berliner Platz – Hauptbahnhof – Kronsburg – IG Wellsee (– Moorsee – Schlüsbek)
420 Suchsdorf – Projensdorf – Wik, Mercatorstr. – Bellevue – Düsternbrook – Seegarten/Oslokai – Berliner Platz – Hauptbahnhof – Kronsburg / – Meimersdorf (– Flintbek)
510 Reventloubrücke – Waitzstraße – Exerzierplatz – Holstenbrücke – Hauptbahnhof – Kirchhofallee – Südfriedhof – Hassee, Kolonnenweg
520 Eichhof – Exerzierplatz – Holstenbrücke – Hauptbahnhof – Südfriedhof – Winterbeker Weg – Krummbogen
610 Wik, Herthastr. – Mercatorstr. – Uni-Kliniken – Schloßgarten – Berliner Platz – Hauptbahnhof – Rondeel – Marienlust – Russee – Göteborgring – Mettenhof, Aalborgring
620 (Holtenau, Schule –) / Wik, Herthastr. – Mercatorstr. – Uni-Kliniken – Schloßgarten – Berliner Platz – Hauptbahnhof – Rondeel – Marienlust – Russee, Schiefe Horn
710 Kronshagen, Schulzentrum – Heischberg – Eichhof – Exerzierplatz – Holstenbrücke – Hauptbahnhof – Diedrichstr. – Ellerbek, Schwanenseeplatz – Elmschenhagen, Tröndelweg
810 Suchsdorf, Rungholtplatz – Klausbrook, Mangoldtstr. – Universität – Prof.-Peters-Pl. – Rondeel – Hauptbahnhof
910 (Friedrichsort – Flugplatz – Stift, Ostpreußenplatz –) Holtenau, Schule – Wik, Auberg – Belvedere – Dreiecksplatz – Holstenbrücke – Hauptbahnhof – Wilhelmplatz – Hasseldieksdamm – Mettenhof, Roskilder Weg / (– Melsdorf)
Stadt-Regionalbuslinien
1000 (Melsdorf –) / Mettenhof, Roskilder Weg – Kurt-Schumacher-Pl. – Exerzierplatz – Holstenbrücke – Hauptbahnhof – Gaarden, Norwegenkai – Ellerbeker Markt – Dietrichsdorf – Mönkeberg – Altheikendorf – Brodersdorf – Laboe
1010 Mettenhof, Roskilder Weg – Kurt-Schumacher-Pl. – Exerzierplatz – Holstenbrücke – Hauptbahnhof – Gaarden, Norwegenkai – Ellerbeker Markt – Dietrichsdorf – Mönkeberg – Altheikendorf – Heikendorf, Am Heidberg
5010 Strande – Schilksee – Friedrichsort – Stift – Wik, Auberg – Belvedere – Dreiecksplatz – Holstenbrücke – Hauptbahnhof – Rondeel – Schulensee
5020 Strande – Schilksee – Pries – Stift – Wik, Auberg – Belvedere – Dreiecksplatz – Holstenbrücke – Hauptbahnhof – Rondeel – Schulensee – Rammsee, Osterberg
Nachtbuslinien
5030 Eichhof – Exerzierplatz – Hauptbahnhof – Rondeel – Schulensee – Flintbek – Blumenthal
7010 Gaarden, Btf. Werftstr. – Diedrichstr. – Hauptbahnhof – Dreiecksplatz – Belvedere – Wik, Auberg – Friedrichsort – Pries – Schilksee, Olympiazentrum
7020 Gaarden, Btf. Werftstr. – Karlstal – Ellerbek – Wellingdorf – Elmschenhagen – Klausdorf – Dietrichsdorf
7030 Hauptbahnhof – Dreiecksplatz – Lehmberg – Eichhofstr. – Suchsdorf, Rungholtplatz
7040 Gaarden, Btf. Werftstr. – Dietrichstr. – Hauptbahnhof – Exerzierplatz – Hasseldieksdamm – Götebergring – Mettenhof
7050 Eichhofstr. – Lehmberg – Schloßgarten – Berliner Pl. – Hauptbahnhof – Gaarden, Btf. Werftstr. – Dietrichsdorf – Mönkeberg – Heikendorf, Am Heidberg – Brodersdorf – Laboe
Schiffslinien
F 10 Förde-Linie: Kiel, Bahnhof – Seegarten – Reventlou – Bellevue – Mönkeberg – Möltenort – (Friedrichsort) – (Falckenstein nur im Sommerhalbjahr) – Laboe (im Sommer: → Schilksee → Strande → Laboe)
F 20 Schwentine-Linie: (Seegarten –) Reventlou – Wellingdorf – Dietrichsdorf – Neumühlen
F 30 Kanal-Fähre: Kiel-Wik – Holtenau

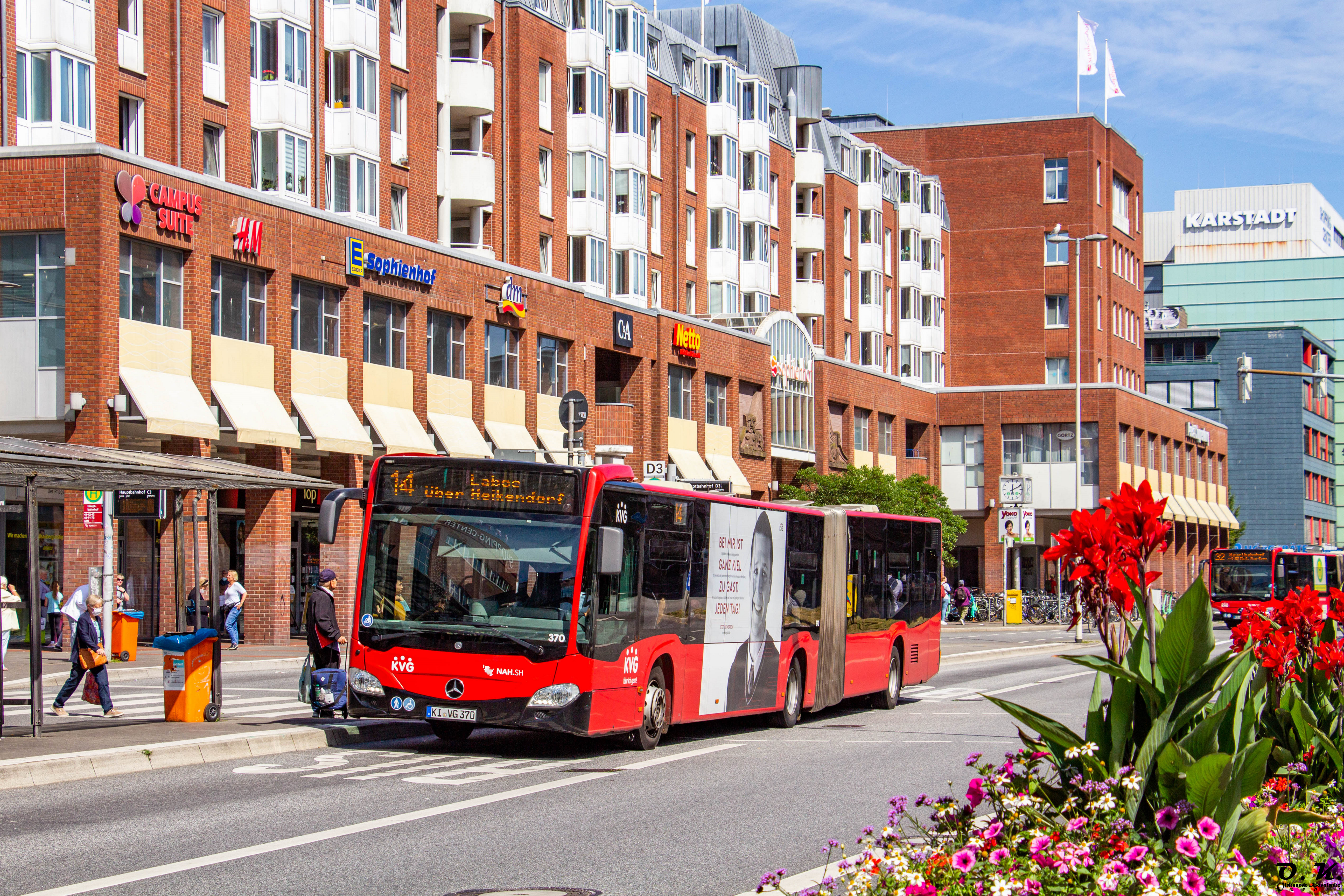
Gelenkbus vom Typ Mercedes-Benz Citaro C2 G

### Gründung der KVG
Die KVAG gehörte der Versorgung und Verkehr Kiel GmbH (VVK), der städtischen Beteiligungs- und Verlustausgleichsholding. Im Zuge der Liberalisierung von Märkten entstand der Bedarf zur Umstrukturierung, im Bereich ÖPNV u. a. die Trennung von Besteller und Ersteller der Verkehrsleistungen. Daher wurde am 29. Dezember 2001 die KVG Kieler Verkehrsgesellschaft mbH als operatives Tochterunternehmen der KVAG gegründet, die KVAG selbst wenig später in V.I.P. Kiel GmbH umgewandelt.
Später verschmolz die VVK auf die V.I.P., sodass das Unternehmen V.V.I.P. hieß, aus dem wiederum 2007 der Eigenbetrieb Beteiligungen der Landeshauptstadt Kiel entstand, der bis heute ÖPNV-Aufgabenträger ist.

## Fahrplan und Linien

### Allgemeines

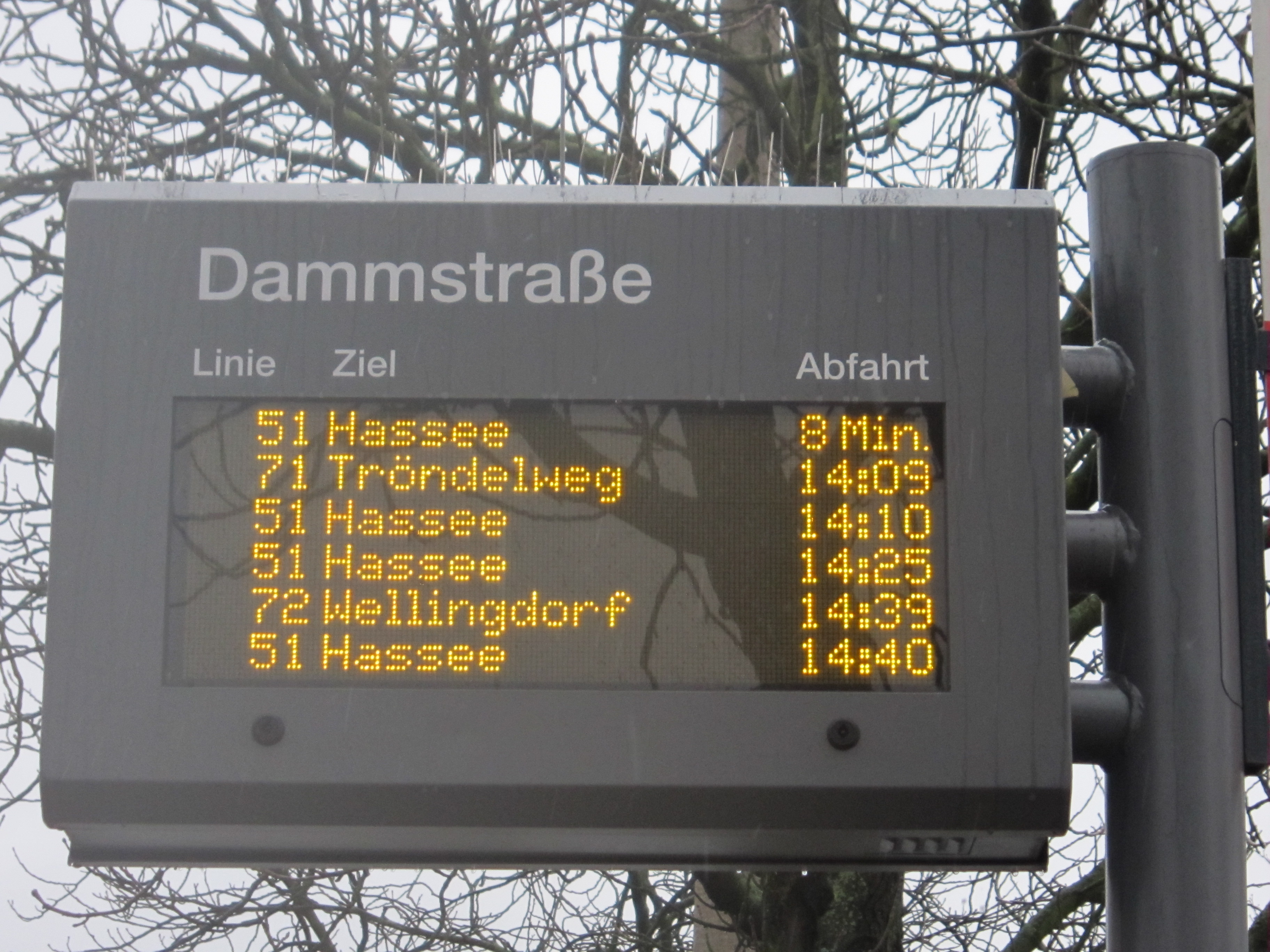
DFI-Anzeigetafel an einer KVG-Haltestelle

Aktuell (Stand 1. Januar 2025) gibt es fünf Ortsbuslinien, 22 Stadtbuslinien und neun Nachtbuslinien.
Bis zum Fahrplanwechsel am 29. April 2016 wurden einige Ortsbuslinien sowie das komplette Nachtbusnetz von der VINETA betrieben.
Die meisten Linien werden während der Hauptverkehrszeiten (HVZ) alle 7½ bis 60 Minuten bedient, wobei einige Linien zu Linienbündeln (gleiche Teilstrecke) zusammengefasst sind, so dass sich in der Innenstadt und teilweise auch in den Vorstadtbezirken dichtere Taktfolgen ergeben (zum Beispiel Elmschenhagen, Holtenauer Straße, Kronsburg, Russee, Gaarden). Im Spätverkehr ist das Verkehrsangebot meist auf Hauptlinien beschränkt, die Haltestelle Hauptbahnhof dient dabei als zentraler (Umsteige-)Knotenpunkt.
Ab dem 25. März 2013 galt auf allen Linien rund um die Uhr „vorne einsteigen!“. Zuvor galt diese Regel nur täglich zwischen 20 Uhr und dem Betriebsende der Nachtbuslinien. Zum 1. November 2023 wurde diese Regelung zur Entlastung des Fahrpersonals und Beschleunigung des Fahrgastwechsels an Haltestellen tagsüber zwischen 4 und 20 Uhr befristet wieder aufgehoben.
Die meisten Haltestellen in der Innenstadt wurden nach und nach mit einem Dynamischen Fahrgastinformationssystem (DFI) ausgestattet.
Der EBK hatte als Aufgabenträger für den ÖPNV in Kiel die Verkehrsleistungen für den Busverkehr für die Zeit von 2011 bis 2020 direkt an die KVG vergeben. Alleiniger Gesellschafter der KVG ist die Landeshauptstadt Kiel.

### Hauptbahnhof und Busbahnhof (ZOB)
Die Haltestelle Hauptbahnhof ist in elf Bussteige gegliedert. Dort halten die Stadtbusse der Kieler Verkehrsgesellschaft sowie die Regionalbusse der Autokraft und der VKP.
Am 1972 eröffneten ZOB gab es sieben Bussteige. Hier hielten bis zum 19. Januar 2015 die Busse der Regionalverkehrslinien der Autokraft (520, 620, 640, 830, 4310, 4330, 4610, 4630, 4810) und der VKP (102, 200, 201, 210, 410) sowie des Fernbusverkehrs. Ab dem 20. Januar 2015 war der ZOB gesperrt und wurde neu gebaut, in den umliegenden Straßen wurden Ersatzhaltestellen eingerichtet. Die Fernbusse hielten in einem provisorischen Interims-ZOB, der ebenfalls in der Nähe des Hauptbahnhofs lag. Im Dezember 2019 wurde der erste Bauabschnitt des neuen ZOBs für die Regionalverkehrslinien in Betrieb genommen.

### Linien
Stand 11. Dezember 2023
| Linie | Fahrstrecke | Takt mo–fr          | Takt sa                    | Takt so                    |
| ----- | --- | ------------------- | -------------------------- | -------------------------- |
| 2     | Siedlung Oppendorf, Ulmenweg – Wellingdorf – Klausdorf – Elmschenhagen, Krooger Kamp                                                                 | 30 Min.             | 60 Min.                    | 60 Min. ALiTa              |
| 5     | Hassee, Marienlust – Hammer – Schulensee | 30–60 Min.          | 60 Min. ALiTa              | 60 Min. ALiTa              |
| 6     | Hassee, Kolonnenweg – Mettenhof (, Aalborgring) – Kronshagen – Universität – Wik, Herthastraße                                                       | 30 Min.             | 30 Min.                    | 60 Min.                    |
| 8     | Wellsee, Edisonstraße – Wellsee – Elmschenhagen-Süd – Kroog, Waldhof                                                                                 | 30 Min.             | 60 Min.                    | –                          |
| 9     | Wellingdorf – Ellerbek – Elmschenhagen – Wellsee – Kronsburg                                                                                         | 60 Min.             | –                          | –                          |
| 11    | Dietrichsdorf, Pillauer Str. – Fachhochschule – Wellingdorf – Ellerbek – Gaarden – Hauptbahnhof – Holtenauer Str. – Wik, Nord-Ostsee-Kanal           | 7½–10 Min.          | 10 Min.                    | 30 Min.                    |
| 12    | Strande – Schilksee – Hohenleuchte – Holtenauer Straße – Hauptbahnhof                                                                                | 10–15 Min. (mit 13) | 30 Min. (mit 13)           | 30 Min. (mit 13)           |
| 13    | Schilksee Olympiazentrum – Brauner Berg – Holtenauer Straße – Hauptbahnhof                                                                           | 10–15 Min. (mit 12) | 30 Min. (mit 12)           | 30 Min. (mit 12)           |
| 14    | Laboe, Hafen – Heikendorf – (Wellingdorf –) Werftstraße – (Gaarden –) Hauptbahnhof – (Kronshagen –) Mettenhof, Roskilder Weg (– Melsdorf)            | 10–15 Min. (mit 15) | 30 Min.                    | 30 Min.                    |
| 15    | Heikendorf, am Heidberg – Ostring – Karlstal – Hauptbahnhof – Mettenhof, Roskilder Weg (– Melsdorf)                                                  | 10–15 Min. (mit 14) | 30 Min. (Hbf. – Mettenhof) | 30 Min. (Hbf. – Mettenhof) |
| 22    | Klausdorf, Schule – Ellerbek – Gaarden – Hauptbahnhof – Suchsdorf, An der Au – Suchsdorf, Rungholtplatz                                              | 30 Min.             | 30 Min.                    | 30 Min.                    |
| X30   | Schnellbus/Expressbus: Strande – Schilksee – Feldstraße – Hauptbahnhof                                                                               | 30 Min.             | -                          | -                          |
| 31    | Elmschenhagen, Krooger Kamp – Gaarden – Hauptbahnhof – Hasseldieksdamm – Mettenhof, Narvikstraße                                                     | 15–30 Min.          | 30 Min.                    | 30 Min.                    |
| 32    | Elmschenhagen, Krooger Kamp – Hauptbahnhof – Feldstraße – Wik, Herthastraße / (– Holtenau, Schule)                                                   | 20 Min.             | 20 Min.                    | 30 Min.                    |
| 34    | Kroog, Am Wellsee – Gaarden – Hauptbahnhof – Kronshagen, Albert-Schweitzer-Straße                                                                    | 20 Min.             | 20 Min.                    | 30 Min.                    |
| 41    | Meimersdorf, Am Reben – Solldiekswall – Hauptbahnhof – Tannenberg                                                                                    | 15 Min. (mit 42)    | 30 Min. (mit 42)           | 30 Min. (mit 42)           |
| 42    | Meimersdorf, Am Reben (– Kronsburg) – Hauptbahnhof – Projensdorf – Suchsdorf, An der Au – Suchsdorf, Rungholtplatz                                   | 15 Min. (mit 41)    | 30 Min. (mit 41)           | 30 Min. (mit 41)           |
| 43    | Schlüsbek – Wellsee – Gaarden-Süd und Kronsburg – Hauptbahnhof – CITTI-PARK                                                                          | 30 Min.             | 30 Min.                    | 60 Min.                    |
| 44    | Hauptbahnhof – Reventloubrücke (nur während der Kieler Woche)                                                                                        | 15 Min.             | 15 Min.                    | 15 Min.                    |
| 45    | Hauptbahnhof – Wellsee – Rönne, Dorf | 20 Min.             | 30 Min.                    | 30 Min.                    |
| 50    | Hassee, Kolonnenweg – Hauptbahnhof – Botanischer Garten                                                                                              | 15 Min. (mit 51)    | –                          | –                          |
| 51    | Hassee, Kolonnenweg – Hauptbahnhof – Reventloubrücke                                                                                                 | 15 Min. (mit 50)    | 20 Min.                    | 30 Min.                    |
| 52    | Krummbogen – REWE Center – CITTI-PARK – Hauptbahnhof – KVG-Verwaltung                                                                                | 30 Min.             | 30 Min.                    | 60 Min.                    |
| X60   | Schnellbus/Expressbus: Fachhochschule/Schwentinestraße – Hauptbahnhof – Universität – Botanischer Garten                                             | 20 Min.             | –                          | –                          |
| 61    | Suchsdorf, Rungholtplatz – Universität – Hauptbahnhof – Hassee – Russee – Mettenhof, Aalborgring                                                     | 10–15 Min. (mit 62) | –                          | –                          |
| 62    | Projensdorf, Woltersweg – Universität – Hauptbahnhof – Hassee – Russee, Schiefe Horn                                                                 | 10–15 Min. (mit 61) | 30 Min.                    | 30 Min.                    |
| 71    | Kronshagen, Schulzentrum – Hauptbahnhof – Ellerbek – Elmschenhagen, Ellerbeker Weg                                                                   | 30 Min. (mit 72)    | 30 Min. (mit 72)           | 60 Min.                    |
| 72    | Kronshagen, Schulzentrum – Hauptbahnhof – Ellerbek – Wellingdorf                                                                                     | 30 Min. (mit 71)    | 30 Min. (mit 71)           | –                          |
| 81    | Botanischer Garten – Universität – IKEA – Hauptbahnhof – Suchsdorf, Rungholtplatz                                                                    | 15–30 Min.          | 30 Min.                    | 30 Min.                    |
| X90   | Strandexpress: Hauptbahnhof – Friedrichsort, Falckensteiner Strand (nur im Sommer)                                                                   | 90 Min.             | 90 Min.                    | 90 Min.                    |
| 91    | Friedrichsort, Falckensteiner Str. – Holtenau – (Wik, Herthastraße) – Universität/Westring – Hauptbahnhof – Hasseldieksdamm – Mettenhof – Melsdorf   | 30 Min.             | 30 Min.                    | 60 Min.                    |
| X91   | Hauptbahnhof – Holstein-Stadion (nur während Heimspielen im Holstein-Stadion)                                                                        | 15 Min.             | 15 Min.                    | 15 Min.                    |
| X92   | Strandexpress: Strande – Kiel-Schilksee – Hauptbahnhof – Ostring – Laboe, Hafen (nur an Sommerwochenenden)                                           | –                   | 60 Min.                    | 60 Min.                    |
| N11   | Nachtbus: Dietrichsdorf, Pillauer Str. – Fachhochschule – Wellingdorf – Ellerbek – Gaarden – Hauptbahnhof – Holtenauer Str. – Wik, Nord-Ostsee-Kanal | 60 Min.             | 60 Min.                    | 60 Min.                    |
| N12   | Nachtbus: Strande – Schilksee – Hohenleuchte – Brauner Berg – Holtenauer Str. – Hauptbahnhof – Eiderbrücke                                           | 60 Min.             | 60 Min.                    | 60 Min.                    |
| N14   | Nachtbus: Laboe, Hafen – Heikendorf – Wellingdorf – Werftstraße – Gaarden – Hauptbahnhof – Kronshagen – Mettenhof, Roskilder Weg                     | 60 Min.             | 60 Min.                    | 60 Min.                    |
| N22   | Nachtbus: Klausdorf, Schule – Ellerbek – Gaarden – Hauptbahnhof – Lehmberg – Suchsdorf, An der Au – Suchsdorf, Rungholtplatz                         | 60 Min.             | 60 Min.                    | 60 Min.                    |
| N31   | Nachtbus: Elmschenhagen, Krooger Kamp – Gaarden – Hauptbahnhof – Hasseldieksdamm – Mettenhof, Narvikstraße – Mettenhof, Roskilder Weg                | 60 Min.             | 60 Min.                    | 60 Min.                    |
| N42   | Nachtbus: Meimersdorf, Am Reben – Solldiekswall – Kronsburg – Hauptbahnhof – Feldstraße – Projensdorf – Suchsdorf, Rungholtplatz                     | 60 Min.             | 60 Min.                    | 60 Min.                    |
| N51   | Nachtbus: Hassee, Kolonnenweg – Südfriedhof – Hauptbahnhof                                                                                           | 60 Min.             | 60 Min.                    | 60 Min.                    |
| N62   | Nachtbus: Projensdorf, Woltersweg – Universität – Hauptbahnhof – Südfriedhof – Russee, Schiefe Horn                                                  | 60 Min.             | 60 Min.                    | 60 Min.                    |

Liniennummernsystem

einstellige Nummern: Ortsbuslinien (diese Linien führen nicht über den Hauptbahnhof)

zweistellige Nummern: Stadtbuslinien (diese Linien führen über den Hauptbahnhof)

X: Linien mit einem X am Anfang sind Schnellbuslinien (X30, X60, X90, X92)

E: Liniennummern mit einem E am Anfang bezeichnen Einsatzwagen während der Hauptverkehrszeit (z. B. Schulverstärker)

N: Liniennummern mit einem N am Anfang sind Nachtbuslinien
Linie 2
Die Linie 2 verbindet Oppendorf über Neumühlen-Dietrichsdorf, Wellingdorf, Klausdorf mit Elmschenhagen. In Wellingdorf bestehen Umsteigemöglichkeiten zu den Linien Richtung Hauptbahnhof. Die Linie verkehrt montags bis freitags alle 30 Minuten, wobei eine Abfahrt immer den stündlichen Anschluss zur Regionalbahn am Bahnhof Oppendorf herstellt. Samstags wird im Stundentakt gefahren. Diese Fahrten sichern alle den RB-Anschluss. Abends und an Sonntagen gibt es zwischen Oppendorf und Wellingdorf einen Anruflinientaxi-Einsatz (ALiTa), der auf verkürztem Linienweg (keine Bedienung des Strohredders und der Tiefen Allee) angeboten wird.
Linie 5
Linie 5 wird montags bis freitags von einem Kleinbus bedient. Mit einer Fahrtzeit von etwa 15 Minuten ist diese Linie die kürzeste Ortsbuslinie in Kiel. An Wochenenden und Feiertagen wird der Verkehr als ALiTa durchgeführt. An beiden Endhaltestellen besteht Anschluss an Buslinien in/aus Richtung Hauptbahnhof.
Linie 6
Linie 6 wird im 30-Minuten-Takt von Hassee über Mettenhof, Kronshagen und Universität in die Wik bedient. An Wochenenden und Feiertagen wird nur der Abschnitt Wik, Herthastraße bis Mettenhof Aalborgring bedient.
Linie 8
Die Linie 8 verbindet Wellsee, Elmschenhagen-Süd und Kroog miteinander. Diese Linie wird als einzige mit Sprinter-Kleinbussen befahren. Mit 20 Minuten Fahrtzeit ist sie zusammen mit der Linie 5 die kürzeste Linie im Kieler Liniennetz. Sie wird an werktags im 30-Minuten-Takt bedient, am Wochenende alle 60 Minuten.
Linie 9
Linie 9 von Kronsburg über Wellsee, Elmschenhagen und Ellerbek nach Wellingdorf wird montags–freitags im 60-Minuten-Takt bedient.
Linie 11
Linie 11 ist mit dem Verlauf um die Förde herum das Rückgrat des Stadtverkehrs in Kiel. Der Betrieb erfolgt montags bis freitags alle 7½-10 Minuten, abends alle 30 Minuten, am Wochenende alle 10–30 Minuten. Der Linienverlauf ist mit dem der ehemaligen Straßenbahnlinie 4 weitgehend identisch.
Linie 12/13
Linien 12/13 (bis zum Fahrplanwechsel 1. Januar 2021: 501/502) verbinden Strande mit Schilksee, dem Kieler Hauptbahnhof und Schulensee. Die Linie 501 fuhr zudem weiter über Molfsee bis Flintbek. Die Linie 502 fuhr teilweise ebenfalls über Rammsee bis Flintbek. Seit der Änderung der Liniennummern enden die Linien 12/13 an der Haltestelle Schulensee, wo an ein Anschluss an die Linien 780 nach Nortorf und 790 nach Flintbek besteht. Werktags ergibt sich zusammengenommen in den HVZ ein 10-Minuten-Takt von Schilksee bis Schulensee sowie ein 15-Minuten-Takt in der NVZ. Strande bzw. Flintbek werden im 30-Minuten-Takt erreicht. Am Wochenende gilt meist ein 30-Minuten-Takt, in den Abendstunden samstags und am Sonntag Flintbek nur ein 60-Minuten-Takt. Die Linien 501/502 wurden zuvor gemeinsam von KVG und Autokraft bedient.
Linie 14/15
Linien 100 und 101, seit Fahrplanwechsel 1. Januar 2021 Linien 14/15 verkehren von Laboe bzw. Heikendorf über Hauptbahnhof in den Westen Kiels nach Mettenhof (Linie 15 teilweise auch bis Melsdorf). In der Regel verkehren die Busse im 30-Minuten-Takt, in der HVZ gilt ein 20-Minuten-Takt. Am Wochenende fahren die Busse von Mettenhof bis Hauptbahnhof im 15-Minuten-Takt, wobei die Linie 14 alle 30 Minuten nach Laboe fährt
Linie 22
Diese Linie verbindet Klausdorf mit dem Hauptbahnhof und führt weiter nach Suchsdorf. In Suchsdorf bedient diese Linie das Neubaugebiet „An der Au“. Sie verkehrt alle 30 Minuten.
Linie X30
Die Linie X30 wird (montags–freitags etwa 4:30–20:00 Uhr) im 30-Minuten-Takt bedient und verbindet Schilksee, stündlich verlängert bis Strande, auf dem schnellsten Weg mit dem Hauptbahnhof. Die Linie benötigt statt der üblichen etwa 45 Minuten (Linien 501/502) nur 30 Minuten. Bis zum Fahrplanwechsel am 29. April 2016 fuhr auf diesen Linienast die Linie 33, deren Busse allerdings nur in der Zeit von 4:30 Uhr bis 10:15 Uhr und 14:15 Uhr bis 20 Uhr fuhren. Mit der Umgestaltung dieser Linie will man die Verbindung zwischen Innenstadt und Schilksee attraktiver machen. Vor dem Fahrplanwechsel am 10. Dezember 2023 war die Linie als 30S bekannt.
Linie 31
Linie 31 führt von Mettenhof über Hauptbahnhof nach Elmschenhagen. Sie wird im 30-Minuten-Takt bedient, in der HVZ wird die Linie auf einen 15-Min-Takt verdichtet.
Linie 32
Die Linie 32 fährt von Elmschenhagen zum Hauptbahnhof in der HVZ alle 20 Minuten, mo–sa alle 30 Minuten (außer abends). Vom Hauptbahnhof führt die Linie weiter über die Feldstraße bis Wik, Herthastraße. In den SVZ (abends und am Wochenende) fahren die Busse der Linie 32 weiter nach Holtenau. Zwischen Hbf und Wik wird mo–sa im 20-Minuten-Takt, nach Holtenau im 30–/60-Minuten-Takt gefahren.
Linie 34
Die Linie 34 verbindet Kronshagen mit dem Hauptbahnhof und Elmschenhagen/Kroog auf kürzesten Weg. Der Linienverlauf besteht seit Jahren bis auf ein paar kleine Änderungen. Die Linie wird während der HVZ im 20-Minuten-, sonst im 30-/60-Minuten-Takt bedient.
Linie 41/42
Die Linien 41 und 42 verbinden den Nordwesten Kiels (41: Tannenberg, 42: Suchsdorf) über den Hauptbahnhof mit Meimersdorf. Die 41 führt über KN-Druckzentrum, die 42 direkt. Abends und am Wochenende fährt die 42 über Kronsburg. In den Hauptverkehrszeiten verkehren die Linien im 15-Minuten-Takt, ansonsten fahren die Busse alle 30 bis 60 Minuten.
Linie 43
Die Linie 43 bindet Schlüsbek, Moorsee, IG Wellsee und Kronsburg über den Hauptbahnhof an den CITTI-Park an. Sie fährt alle 30–60 Minuten. Sonn- und feiertags wird der Abschnitt zwischen Hauptbahnhof und CITTI-Park nicht bedient.
Linie 44
Die Linie 44 verstärkt als „KielLinienExpress“ während der Kieler Woche auf den Abschnitt Hauptbahnhof – Reventloubrücke die Linien 41 und 42. Sie wird zur Kieler Woche von etwa 13 bis 0 Uhr im 15-Minuten-Takt bedient. Auf der Linie gilt der günstigere Kurzstreckentarif.
Linie 45
Die Linien 900, 901 und 902S verbanden Dänischenhagen über Altenholz, Kiel Hauptbahnhof und Wellsee mit Rönne. Dabei starteten die Busse der Linie 901 bereits in Strande und die der Linie 902 manchmal in Krusendorf/Strande. Die Fahrten der Linie 900 begannen meistens in Krusendorf. Zudem handelte es sich bei der Linie 902S um eine Schnellbus-Verbindung. Diese Linien wurden bis zum 1. Januar 2021 gemeinsam von KVG und Autokraft bedient. Zum Fahrplanwechsel im Dezember 2013 führte mo–fr die Linie 8 nach Rönne. Abends und am Wochenende fahren die Linien weiterhin nach Rönne, Dorf. Außerdem fuhren die Linien 900/901/902S nun mo–fr im einheitlichen 20-Minuten-Takt zwischen Wellsee, Edisonstraße und Hauptbahnhof.
Die komplette Linie 900 von Krusendorf nach Rönne hatte eine Fahrtzeit von 101 Minuten und ist damit die längste Stadtregionalbuslinie in Kiel. Seit der Umgestaltung des Liniennetzes zum 1. Januar 2021 verkehrt die Linie 45 auf dem Abschnitt Hbf – Wellsee – Rönne.
Linie 50
Die Linie 50 verbindet montags–freitags in der Zeit von 8 bis 20 Uhr Hassee, Kolonnenweg und den Botanischen Garten und hat bis zur Haltestelle Alsenstraße den gleichen Linienweg wie die Linie 51.
Linie 51
Die Linie 51 verbindet die Reventloubrücke (Fähranleger, Landtag) mit dem Knooper Weg, dem Hauptbahnhof und Hassee. Außerdem führt die Linie auf ihrem Weg nach Hassee über die dicht bebaute Kirchhofallee, was sie zu einer stark frequentierten Linie macht. Sie benötigt für die Strecke etwa 27 Minuten und ist damit eine der kürzesten Linien in Kiel. Auf dem Abschnitt Hauptbahnhof – Lantziusstraße (über Kirchhofallee) wird die Linie 51 mit der Linie 81 gebündelt, was montags bis freitags einen 7½-Minuten-Takt ergibt. Ansonsten wird die Linie mo–fr im 30-Minuten-Takt bedient, von 5 bis 8 Uhr gibt es auf dieser Linie ein 15-Minuten-Takt, von 8 bis 20 Uhr gibt es mit der Linie 50 zwischen Kolonnenweg und Alsenstraße einen 15-Minuten-Takt. Hierbei wechseln sich beide Linien ab, sodass zwischen Alsenstraße und Reventloubrücke bzw. Botanischer Garten ein 30-Minuten-Takt besteht. Samstags gibt es einen 15-Minuten-Takt und sonntags einen 30-Minuten-Takt.
Linie 52
Die Linie 52 verbindet den Krummbogen im Stadtteil Gaarden-Süd/Kronsburg mit der KVG-Verwaltung Werftstraße. Werktags (mo–sa) bindet die Linie ebenfalls das REWE-Center und den CITTI-Park an. Die 52 verkehrt im 30-Minuten-Takt.
Linie X60
Die Linie X60 ist eine Schnellbuslinie, die die Christian-Albrechts-Universität mit der Fachhochschule in Dietrichsdorf verbindet. Die Linie verkehrt mo–fr tagsüber im 15-Minuten-Takt.
Im Westen (Christian-Albrechts-Universität) beginnt die Linie am Botanischen Garten und endet im Osten (Fachhochschule) an der Haltestelle Schwentinestraße. Vor dem Fahrplanwechsel am 10. Dezember 2023 war die Linie als 60S bekannt.
Linien 61/62
Die Linien 61 und 62 beginnen im äußersten Westen Kiels. Die Linie 62 beginnt in Russee; die Linie 61 in Mettenhof. In Russee werden die beiden Linien gebündelt. Sie teilen sich folgend am Universitätsklinikum erneut auf und werden ab der Haltestelle Samwerstraße gebündelt bis Klausbrook (Wohnsiedlung nahe der Universität). Mo–fr entsteht so ein 10- bis 15-Minuten-Takt (außer in der Bündelungsunterbrechung am Klinikum); am Wochenende ein 30-Minuten-Takt, da die Linie 61 nur mo–fr verkehrt. Ab Klausbrook führt die Linie 61 weiter bis nach Suchsdorf, die Linie 62 nach Projensdorf.
Linien 71/72
Die Linien 71 und 72 verbinden Kronshagen mit dem Ostufer-Stadtteil Ellerbek. Hierbei wird die Innenstadt durchquert. In Ellerbek teilen sich die beiden Linienäste nach Wellingdorf und Elmschenhagen, Ellerbeker Weg auf. Die Linie wird täglich etwa 6–20 Uhr bedient. Mo–sa besteht ein 30-Minuten-Takt, sonntags ein 60-Minuten-Takt, wobei nur die Linie 71 (nach Elmschenhagen) bedient wird.
Linie 81
Die Linie 81 verbindet den Botanischen Garten mit dem Hauptbahnhof und Suchsdorf. Dabei fährt die Linie in einer im Norden offenen Schleife, so dass an der Kreuzung Westring/Gutenbergstraße Busse dieser Linie aus allen vier Richtungen kommen und in alle vier Richtungen weiterfahren. Die Linie verkehrt montags bis freitags im 15-Minuten-Takt, wobei der Abschnitt Hauptbahnhof – Suchsdorf außerhalb der HVZ nur von jedem zweiten Bus bedient wird. Am Wochenende wird im 30-Minuten-Takt gefahren. Auf dem Abschnitt Hauptbahnhof – Botanischer Garten gibt es in den Morgenstunden aufgrund sehr starker Nachfrage einige Verstärkerfahrten die an den Beruflichen Schulen oder an der Leibnizstraße enden.
Linie 91
Die Linie 91 führt vom Westen Kiels, Melsdorf, über den Hauptbahnhof bis in den Norden nach Friedrichsort. Sie verkehrt mo-fr im 30-Minuten-Takt. Zwischen 18 und 20 Uhr verkehrt diese verkürzt nur bis Holtenau. Hier wird wie bei der Linie 32 eine Schleife gefahren. In der SVZ fährt die Linie in Richtung Wik, Herthastr. Sonntags wird ebenfalls im 60-Minuten-Takt zwischen Melsdorf und Wik, Herthastr. gefahren. Die Linie ist mit etwa 79 Minuten Fahrzeit die längste Linie im Kieler Raum.
Linie 503S/X90
Die Linie 503S (vor 2014: 3) verkehrt lediglich im Sommer im 90-Minuten-Takt als Schnellbus vom Hauptbahnhof zum Koppelberg (Falckensteiner Strand) und zurück. Auf dem Weg werden die Haltestellen Kreuzung Pries, Claudiusstraße, Brauner Berg, Prieser Strand, Immelmannstraße sowie Wilhelmplatz bedient. Sie verkehrt täglich zwischen 9 Uhr und 18 Uhr. Im Zuge der Neugestaltung der Linien erhielt die Linie 503S ab Sommer die neue Liniennummer 90S. Zum Fahrplanwechsel am 10. Dezember 2023 wurde die Linie in X90 umbenannt.
Linie 512S/X92
Diese Schnellbuslinie verbindet an den Sommerwochenenden im 60-Minuten-Takt die Strände von Strande, Schilksee, Friedrichsort (Falckensteiner Strand) am Westufer der Förde und Laboe am Ostufer. Zusätzlich halten die Busse dieser Linie nur an ein paar ausgewählten Haltestellen in Schilksee, Friedrichsort, am Hauptbahnhof und in Gaarden. Im Zuge der Neugestaltung der Linien erhielt die 512S ab Sommer die neue Liniennummer 92S. Zum Fahrplanwechsel am 10. Dezember 2023 wurde die Linie in X92 umbenannt.
Nachtbuslinien (bis 9. August 2020)
Die Linie 701 verband den Hauptbahnhof und Schilksee, Olympiazentrum. Der Fahrtweg war identisch mit dem der 501/502 und hatte nur zwei Abfahrten für die Hin- und Rücktour.
Die Linie 702 verband den Hauptbahnhof mit Elmschenhagen, Krooger Kamp. Der Fahrtweg führte über Wellsee und hatte auf der Hin- und Rücktour drei Abfahrten im 60-Minuten-Takt. Um 4:15 und 4:35 Uhr gab es nochmal einen Kurzläufer vom Hauptbahnhof bis zum Betriebshof Dietrichsstraße, der nur montags bis freitags geleistet wurde.
Die Linie 703 verband den Stadtteil Suchsdorf/Universität/Hauptbahnhof//Meimersdorf und hatte ebenfalls nur zwei Abfahrtszeiten in beide Fahrtrichtungen.
Die Linie 704 verband den KVG-Betriebshof und den Hauptbahnhof mit den Stadtteilen Südfriedhof, Russee, Mettenhof, Hasseldieksdamm. Sie bediente alle Haltestellen als einzige Nachtlinie in einer Fahrtrichtung und hatte am Hauptbahnhof drei Abfahrten im 60-Minuten-Takt.
Die Linie 705 bediente in der Woche den Hauptbahnhof, Gaarden, Ellerbek, Wellingdorf und Dietrichsdorf auf der Ostseite der Stadt. Am Wochenende wurde die Linie von Eichhof über Lehmberg und Heikendorf bis Laboe verlängert und hatte in alle Fahrtrichtungen drei Abfahrten. Von Eichhof aus gab es gegen 3:50 Uhr im Stundentakt eine vierte Fahrt bis zum Hauptbahnhof. Die Linie war die einzige Nachtbuslinie, die aus der Fahrtrichtung von Eichhof aus vor 1 Uhr begann.
Diese Nachtbuslinien 701 bis 706 wurden zum 10. August 2020 durch neue Linien ersetzt.

### Neue Nachtbuslinien (ab 1. Januar 2021)
Anfang 2020 wurde bekannt, dass das Nachtbusnetz ab dem 4. April mit einem neuen und verbesserten Angebot gefahren werden sollte. Dieses Vorhaben wurde wegen der COVID-19-Pandemie auf den 10. August verschoben. Das neue Nachtbusnetz unterscheidet sich mit einigen Ausnahmen kaum vom Tagesbetrieb, die Nachtbuslinien werden die Liniennummern der Hauptlinien im Tagesbetrieb mit den Zusatz N davor tragen. Die Busse der Nachtlinien treffen am Hauptbahnhof zur Minute 15 bzw. 45 ein und fahren nach einem Rendezvous-Anschluss zur Minute 20 bzw. 50 weiter.
Die Linie N11 verkehrt in allen Nächten zwischen 0:20 und 4:15 Uhr stündlich auf dem Linienweg der Linie 11.
Die Linie N12 verkehrt in allen Nächten zwischen 0:50 und 4:45 Uhr auf dem Linienweg der Linien 12/13 zwischen Eiderbrücke und Strande. Pries und Friedrichsort werden durchfahren, so dass alle wichtigen Halte bedient werden. Auf der Holtenauer Straße entsteht mit der neuen Linie N11 ein 30-Minuten-Takt.
Die Linie N14 verkehrt in allen Nächten zwischen 0:50 und 4:45 Uhr auf dem Linienweg der Linie 14 zwischen Mettenhof, Roskilder Weg bis Laboe, Hafen über Kronshagen und Karlstal. Somit werden in Gaarden und auf der Werftstraße bzw. Schönberger Straße zusammen mit der neuen Linie N11 30-Minuten-Takte angeboten.
Die Linie N22 verkehrt in allen Nächten zwischen 0:50 und 4:45 Uhr stündlich etwa auf dem Linienweg der Linie 22; abweichend davon werden Gutenbergstraße, Bergstraße und Andreas-Gayk-Straße befahren.
Die Linie N31 verkehrt in allen Nächten zwischen 0:20 und 4:15 Uhr stündlich auf dem Linienweg der Linie 31. Zusätzlich wird die Linie in Mettenhof bis zum Roskilder Weg verlängert, so dass in Mettenhof ein halbstündliches Angebot mit der Linie neuen N14 besteht. Zudem besteht in Elmschenhagen (Teplitzer Allee) ein halbstündliches Angebot mit der neuen Linie N34.
Die Linie N34 verkehrt in allen Nächten zwischen 0:50 und 4:45 Uhr wie die Linie 34 zwischen Hauptbahnhof und Kroog. Abweichend von der Linie 34 wird dabei die Segeberger Landstraße in Wellsee (ehemalige 702) bedient, in Elmschenhagen verdichtet die Linie das Angebot mit der neuen Linie N31.
Die Linie N42 verkehrt in allen Nächten zwischen 0:20 und 4:15 Uhr zum größten Teil auf dem Linienweg der Linie 42. Abweichend davon wird die untere Feldstraße bedient und im Süden über Kronsburg und Solldiekswall gefahren, so dass am UKSH mit der neuen Linie N62 ein 30-Minuten-Takt entsteht. Auch in Suchsdorf werden so mit der Linie neuen N22 zwei Abfahrten in der Stunde angeboten, wobei die Linie N42 nicht über das Wohngebiet „An der Au“ fährt.
Die Linie N51 verkehrt in allen Nächten zwischen 0:20 und 4:15 Uhr zwischen Hauptbahnhof und Kolonnenweg auf dem Linienweg der Linie 51.
Die Linie N62 verkehrt in allen Nächten zwischen 0:50 und 4:45 Uhr auf dem Linienweg der Linie 62. Statt der Hamburger Chaussee wird die Kirchhofallee befahren (ehemalige 704), so dass dort zusammen mit der Linie N51 ein 30-Minuten-Takt entsteht. Auch in Projensdorf werden mit der neuen Linie N42 zwei Abfahrten pro Stunde angeboten.

## Betriebshöfe
- Werftstraße 233–243 (Hauptsitz)

Der Betriebshof wurde 1896 eröffnet, als die erste Straßenbahnlinie auf der Ostuferseite fuhr. Zuerst wurde dort auch der Strom für die Straßenbahn erzeugt, bevor es ans städtische Stromnetz angeschlossen wurde. Der Betriebshof wurde im Laufe der Jahre erweitert und modernisiert, bis er 1985 zum Ende der Straßenbahn vollständig zum Busbetriebshof umgebaut wurde. Seit der Neueröffnung 2022 wird dieser Betriebshof vorwiegend zum Abstellen von Elektrobussen genutzt. Hier befindet sich auch die neu gebaute Hauptwerkstatt.
- Diedrichstraße 4

Auf diesem Betriebshof stellt die KVG ebenfalls einen Teil ihrer Busse ab. Früher nutzte auch die Vineta Busbetriebsgesellschaft als Fremdmieter einen Teilbereich des Betriebshofes zur Abstellung ihrer Busse, die damals im Auftragsverkehr für die KVG eingesetzt wurden. Vineta ist inzwischen auf das Gelände des TÜV (Segeberger Landstr.) gezogen und betreibt seit dem 29. April 2016 auch keinen Auftragsverkehr für die KVG mehr. Auf diesem Betriebshof befindet sich die betriebseigene Fahrschule der KVG. Hier werden ausschließlich Diesel- und Hybridbusse abgestellt.

## Fuhrpark
Die Busflotte der KVG besteht aus 218 Bussen (Stand Januar 2025).
Unter anderem handelt es sich hierbei um 61 Gelenkbusse vom Typ Mercedes-Benz Citaro und 23 Gelenkwagen vom Typ MAN Lion’s City mit je nach Bauart etwa 43 Sitzplätzen und rund 100 Stehplätzen.
Des Weiteren gibt es 32 Hybridfahrzeuge vom Hersteller Volvo sowie 47 Batterieelektrisch betriebene  Busse vom Hersteller VDL.
Alle Solo- und Gelenkbusse, die seit 2010 beschafft wurden, weisen eine Außenschwenktür mit zusätzlichem Rollstuhlplatz auf der rechten Fahrzeugseite auf sowie verfügen über Videoüberwachung. Im Jahr 2013 wurde ein neues Innendesign bei den Bussen eingeführt: Fußboden in Laminatoptik, graue Polster bei den Fahrgastsitzen sowie goldfarbene Haltestangen. Gleichzeitig wurde die Anzahl an Lüftungsklappen in den Fenstern um je zwei Stück pro Bus erhöht. 2013 wurden zehn neue Solobusse in Betrieb genommen. Dies bedeutete einen Austausch eines Drittels aller Solobusse.

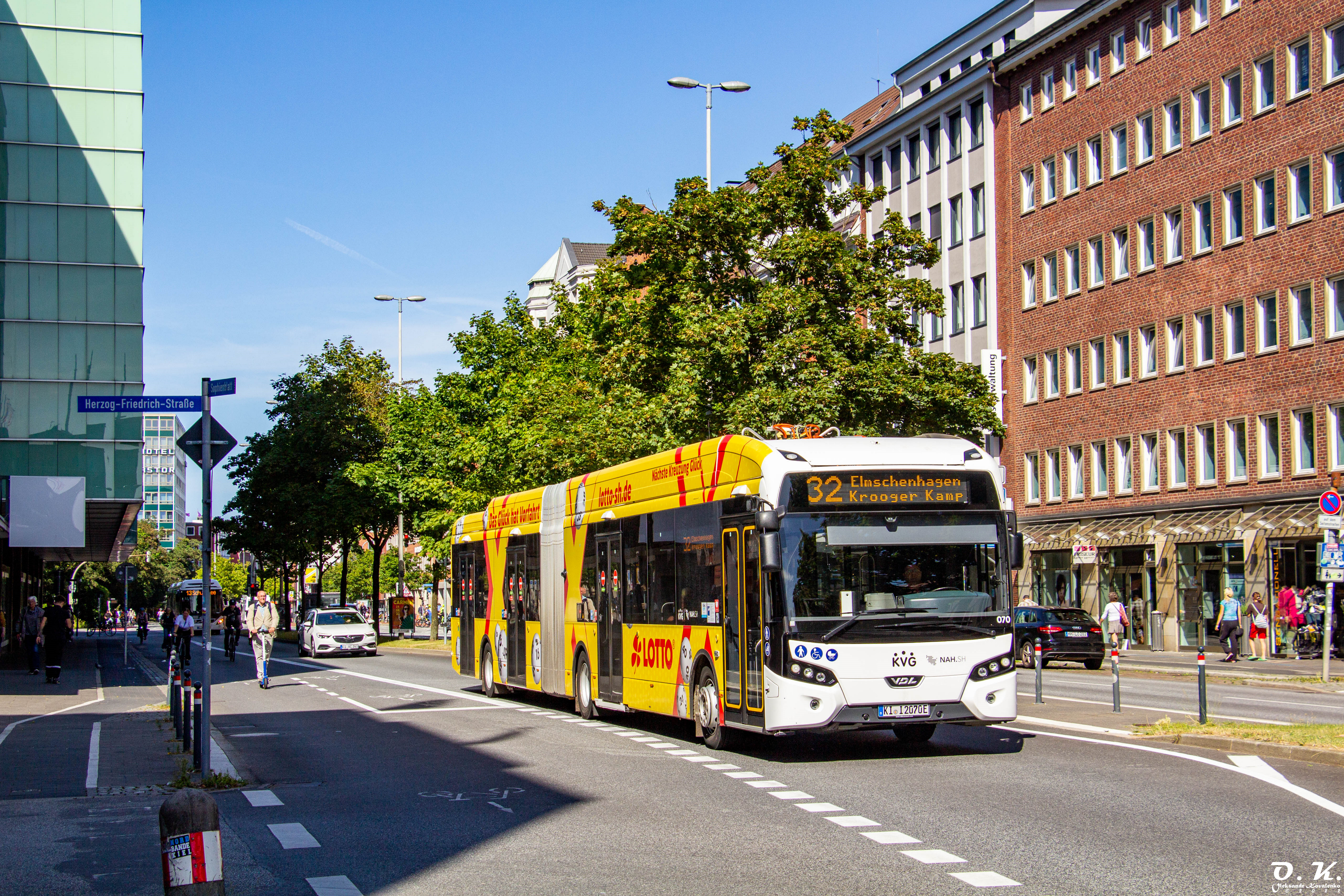
VDL Citea Elektrogelenkbus

Im Jahr 2017 wurden elf Hybrid-Niederflur-Gelenkbusse Euro 6 vom Typ Volvo 7900 HA angeschafft, weitere 21 Busse dieser Bauart folgten 2018 und 2019. Nach der Lieferung von 47 Elektro-Gelenkbussen Citea SLFA von VDL Bus & Coach von September 2020 bis September 2021 wurden weitere zwanzig Citea SLF-120 Electric zur Lieferung bis Ende 2021 bestellt.
Im April 2022 erhielt die KVG vom Bund eine Fördersumme von rund 20 Millionen Euro für die Beschaffung von 50 weiteren E-Bussen vom Typ VDL Citea LF-122 Electric und VDL Citea LF-181 Electric und der dazugehörigen Ladeinfrastruktur. Das Unternehmen teilte mit, dass damit im Jahr 2025 der überwiegende Teil der Flotte einen vollelektrischen Antrieb haben werde.

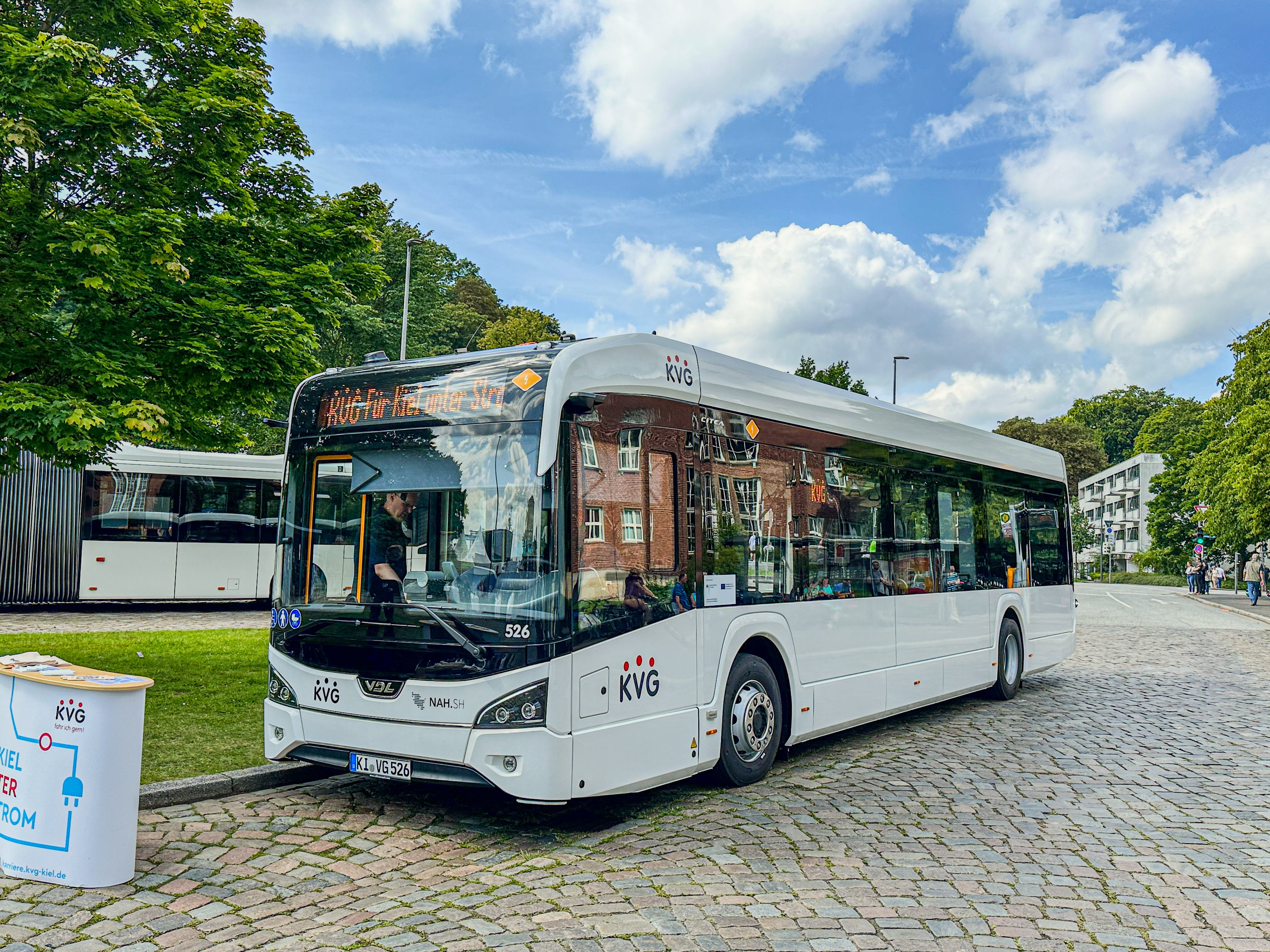
VDL Citea LF-122 Electric aus dem Jahr 2025

## Einsatzwagen
Während der Hauptverkehrszeiten (hauptsächlich für Schüler- und Studenten) gibt es sogenannte Einsatzwagen, die auf stark nachgefragten Linien zusätzliche Verbindungen herstellen; die Route weicht oft vom normalen Linienweg ab. Bei diesen Fahrten wird der Liniennummer häufig ein E vorangestellt (z. B. E11).
Zur Kieler Woche gibt es auf den Hauptverkehrsachsen zusätzliche Einsatzfahrten. Alle Busse führen in diesem Zeitraum Flaggen der Stadt Kiel und der KVG auf dem Dach.

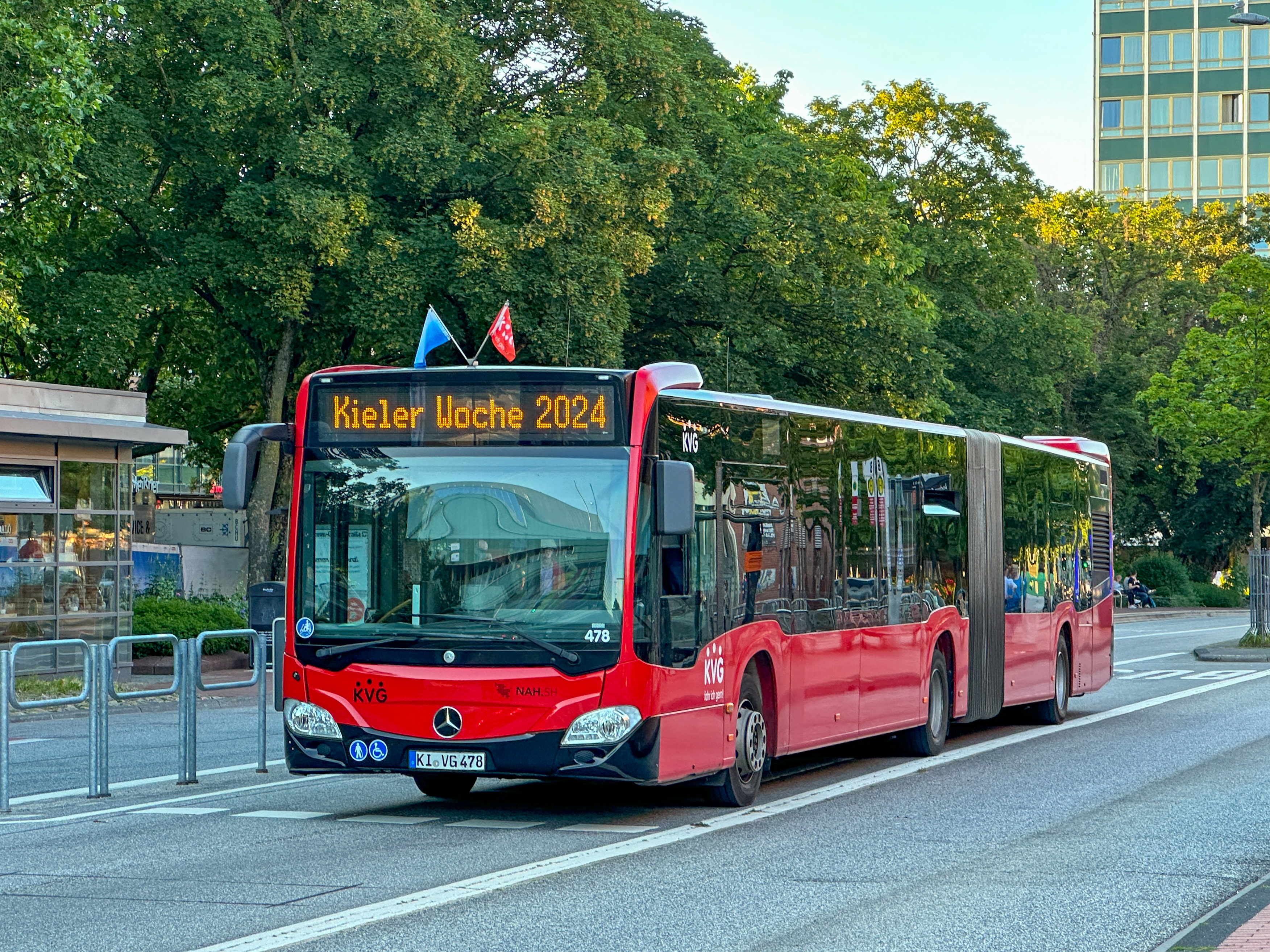
KVG-Bus mit „Kieler-Woche-Fähnchen“